# Rândunică
Rândunica (Hirundo rustica) este o pasăre migratoare, insectivoră, din ordinul paseriformelor, care cuibărește din nordul Eurasiei până în Africa de Nord și în America de Nord și iernează în nordul Africii, Africa subsahariană, sudul Asiei, America de Sud și nordul Australiei. Sunt recunoscute opt subspecii.
Este o pasăre mică, are o lungime de 19 cm, mai mică decât vrabia și o greutate de 16-24 g. Longevitatea maximă este de 15 ani și 11 luni. Are aripile lungi, înguste și ascuțite și coada adânc bifurcată, cu rectricele laterale foarte lungi. Fruntea este brun-roșcată, creștetul și spatele albastru-închis; aripile și coada negre, partea inferioară a gâtului brun-roșcată, pe piept o dungă lată albastru-închisă; restul părților inferioare, inclusiv tectricele subcodale și subalare, sunt alb-gălbui sau alb-brunii. Sexele sunt aproape identice, femela este mai puțin lucioasă, cu rectricele laterale ale cozii mai scurte. Zboară rapid, cu bătăi neregulate din aripi.
Strigătul este un „țivi-țivi”, iar cântecul este un fel de ciripit îndelungat și variat. Hrana este alcătuită din insecte zburătoare, pe care le vânează exclusiv din zbor. De multe ori adună hrana pe pereții clădirilor, în apropierea grajdurilor sau a apelor. Este o specie monogamă, perechile se formează numai în perioadă de reproducere. Cuibul și-l instalează în diverse locuri pe o suprafață verticală: pereți, streșinile caselor, piloni de susținere, holuri ale unor clădiri, balcoane, interiorul unor camere, sub poduri, în canale de evacuare, mai rar pe arbori. Cuibul este sferic, deschis la partea superioară în locuri libere de amplasare, și semisferic când e lipit de pereți. Cuibul este construit de ambele sexe din noroi amestecat cu salivă, fire de paie, pene sau păr de animale. Interiorul cuibului este căptușit cu pene, puf și fire moi de vegetație.
Ponta constă din 4-5 ouă albe, pestrițate cu puncte și liniuțe sinuoase întunecate. Clocirea este asigurată preponderent sau exclusiv de femelă și durează 12-17 zile. Puii părăsesc cuibul la aproximativ 20-21 de zile după ieșirea din ouă. Femela depune frecvent două ponte într-un sezon de reproducere; prima clocire are loc în luna mai, iar cea de-a doua în luna august.
Consumând un număr mare de insecte dăunătoare agriculturii și omului, este considerată una dintre cele mai folositoare păsări. În plus, fiind adaptată să conviețuiască cu omul, este o specie-model în studierea biologiei păsărilor și în educația ecologică a tinerei generații.

## Denumiri
Denumirea latină Hirundo rustica a acestei specii, dată de Carl Linné în 1758, provine din cuvintele latine hirundo (rândunică) + rustica (rustic, rural, de țară, de sat, câmpenesc, de câmpie, de câmp).
În limba română, rândunica se mai numește rândunea, rândunică de câmp, rândunică de casă, rândunică de cămine, rândunică de coș, rândunică de sad, rândunică de sat, rândunică de țară; în regionalisme: rândurică, rânduniță. Denumirile învechite includ: rândurea, rândunelă, lândură, arândunea, rândunea, ronduncă, rondunea, rundunea, rundurea. Cuvântul românesc „rândunică” provine din cuvântul latin hirundo.

## Taxonomie
Denumirea latină de Hirundo rustica a fost dată de Linnaeus în 1758, în Suedia.
Taxonomia este incertă; subspeciile posibil formează două sau mai multe specii, cu grupuri-soră în America de Nord și Siberia. Subspecia americană erythrogaster se aseamănă cel mai mult cu subspeciile est-asiatice după culoare și după desenul dungii pectorale, dar studiile ADN mitocondriale, combinate cu comportamentul, sugerează că aceasta poate fi o specie separată de cea din Lumea Veche. Subspeciile savignii și saturata sunt ușor de distins. Rândunica (Hirundo rustica) a fost uneori considerată conspecifică cu rândunică cu piept roșu (Hirundo lucida).
Populațiile în Eurasia intergradează; subspecia mandschurica este adesea inclusă în subspecia saturata, care la rândul ei este adesea inclusă în subspecia gutturalis sau tytleri; păsările din nordul Indiei (Sikkim), descrise inițial ca o subspecie separată ambigua, probabil aparțin subspeciei gutturalis, deși uneori sunt incluse în subspecia nominată. În plus, variația clinală aparentă - lungimea cozii scade de la nord la sud, iar în Eurasia mărimea se micșorează de la nord-vest și nord-est spre sud și est. Hibridizează rar cu rândunica cu fruntea albă (Petrochelidon pyrrhonota) și rândunica cu fruntea brună (Petrochelidon fulva) în America și cu lăstunul de casă (Delichon urbicum) în Europa și Asia.

### Subspecii și distribuție

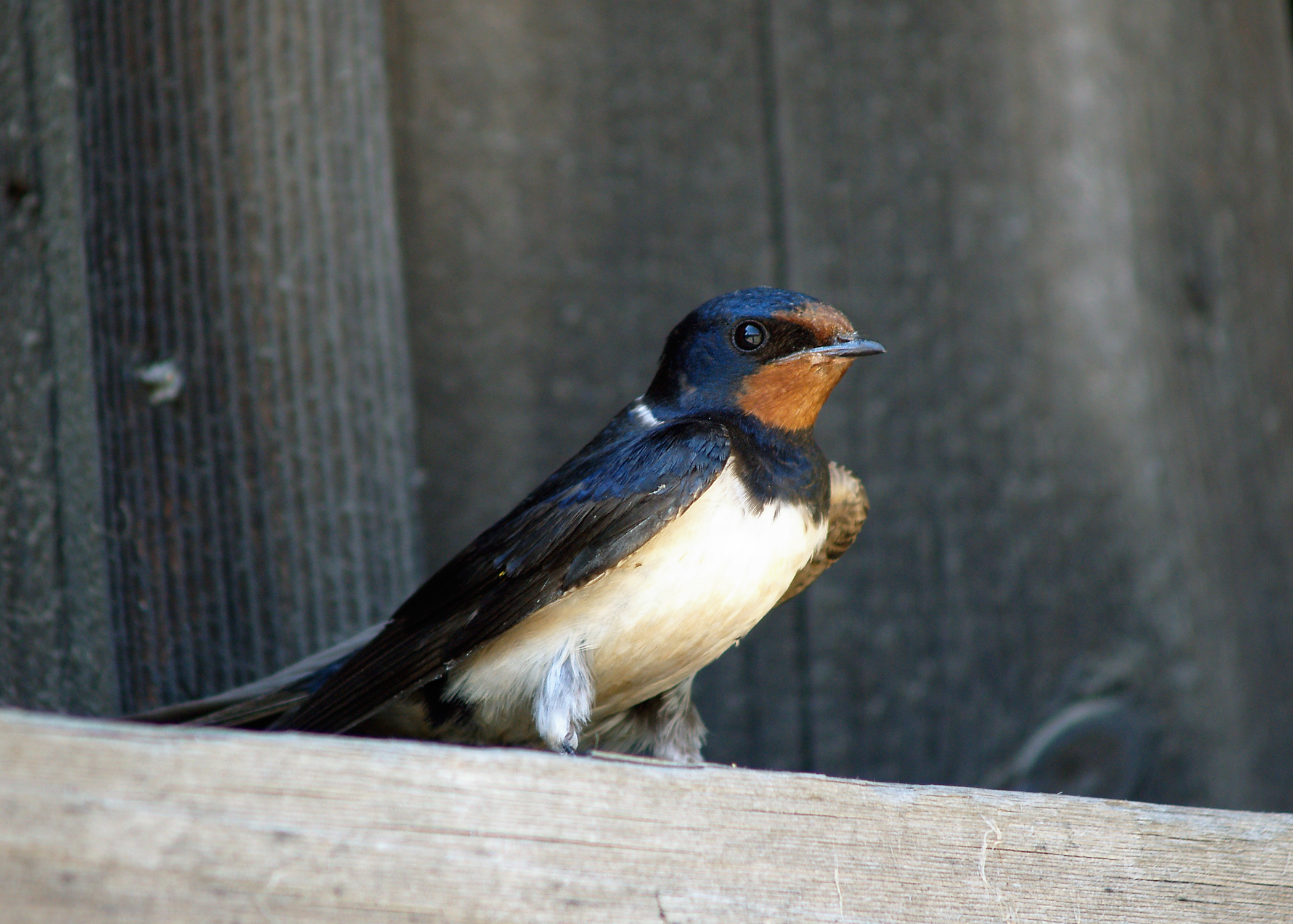
Subspecia europeană (Hirundo rustica rustica) a rândunicii

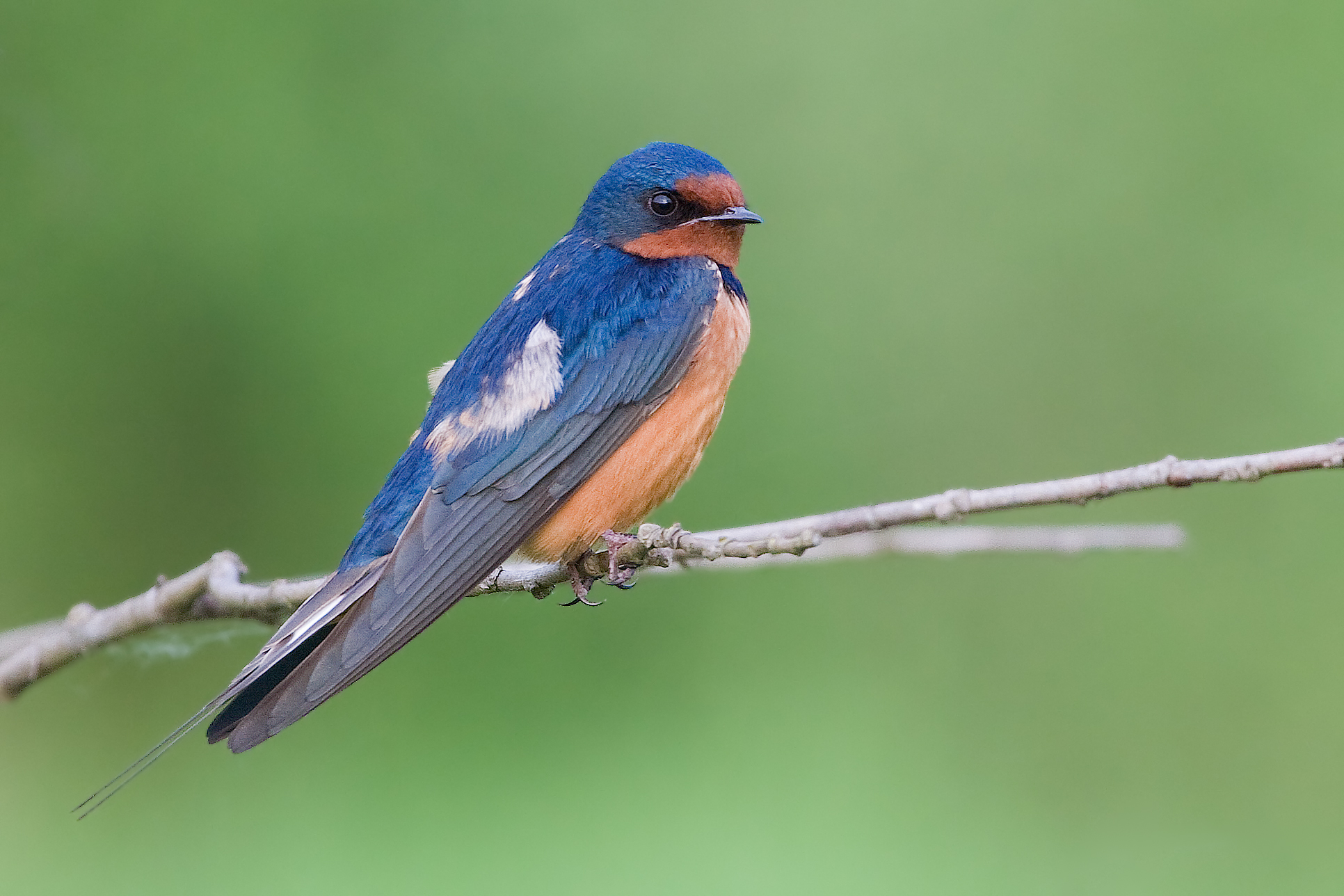
Subspecia americană (Hirundo rustica erythrogaster) a rândunicii

Opt subspecii sunt recunoscute provizoriu.
- Hirundo rustica rustica Linnaeus, 1758 - rândunică eurasiatică, subspecia nominată. Cuibărește în Europa și vestul Asiei, din Irlanda, Marea Britanie și nordul Scandinaviei spre est până în centrul Rusiei (la est până la fluviul Enisei), vestul Mongoliei și vestul Chinei, spre sud până la Marea Mediterană, în nordul Africii (spre est până în Libia), Irak, Iran și centrul Himalaiei. Iernează în principal în Africa subsahariană, de asemenea în sudul Asiei, sudul Peninsulei Iberice și nordul Africii. A fost găsită recent că cuibărește în centrul Arabiei (în Riad).
- Hirundo rustica erythrogaster Boddaert, 1783 - rândunică americană. Cuibărește în America de Nord din sudul Alaskăi și vestul și sudul Canadei (spre sud din sudul Yukonului, centr-vestul districtului Mackenzie, nordul Saskatchewanului, nordul provinciei Manitoba, nordul provinciei Ontario, sud-centrul Quebecului și sudul Newfoundlandului) spre sud prin cea mai mare parte a SUA (cu excepția sud-vestului extrem și sudului Floridei) până în Mexic (din nord-vestul Baja Californiei și interiorul Mexicului spre sud până în Colima, Michoácan și Puebla); de asemenea, și în America de Sud în estul Argentinei (nordul Buenos Airesului). Iernează pe coasta pacifică din centrul Mexicului și vestul Panamei și estul Indiilor Occidentale (Puerto Rico, Antilele Mici), spre sud în cea mai mare parte a Americii de Sud. Subspecia propusă insularis, din insulele din nordul Golfului Mexic, este considerată inseparabilă de cea cuibăritoare din regiunea continentală.
- Hirundo rustica savignii Stephens, 1817 - sedentară în Egipt (Valea Nilului).
- Hirundo rustica transitiva (E. J. O. Hartert, 1910) - cuibărește în Liban, Siria, Israel și vestul Iordaniei. Probabil migrează pe distanțe scurte.
- Hirundo rustica tytleri Jerdon, 1864 - cuibărește în sud-centrul Siberiei (de la fluviul Enisei spre est până în Iacutia), la sud până în nordul Mongoliei Interioare; iernează în estul Indiei și sud-estul Asiei.
- Hirundo rustica saturata Ridgway, 1883 - cuibărește în estul Rusiei (în Kamceatka și pe coasta Mării Ohotsk, la sud până în bazinul mijlociu al Amurului); iernează în sud-estul Asiei.
- Hirundo rustica mandschurica Meise, 1934 - cuibărește în nord-estul Chinei; iernează în sud-estul Asiei.
- Hirundo rustica gutturalis Scopoli, 1786 - cuibărește în estul Himalaiei, sudul, centrul și estul Chinei, Coreea și în cursul inferior al Amurului, spre est până în Insulele Kurile, Japonia și Taivan, și posibil neregulat în Kamceatka; iernează în sudul și sud-estul Asiei, la sud până în nordul Australiei.

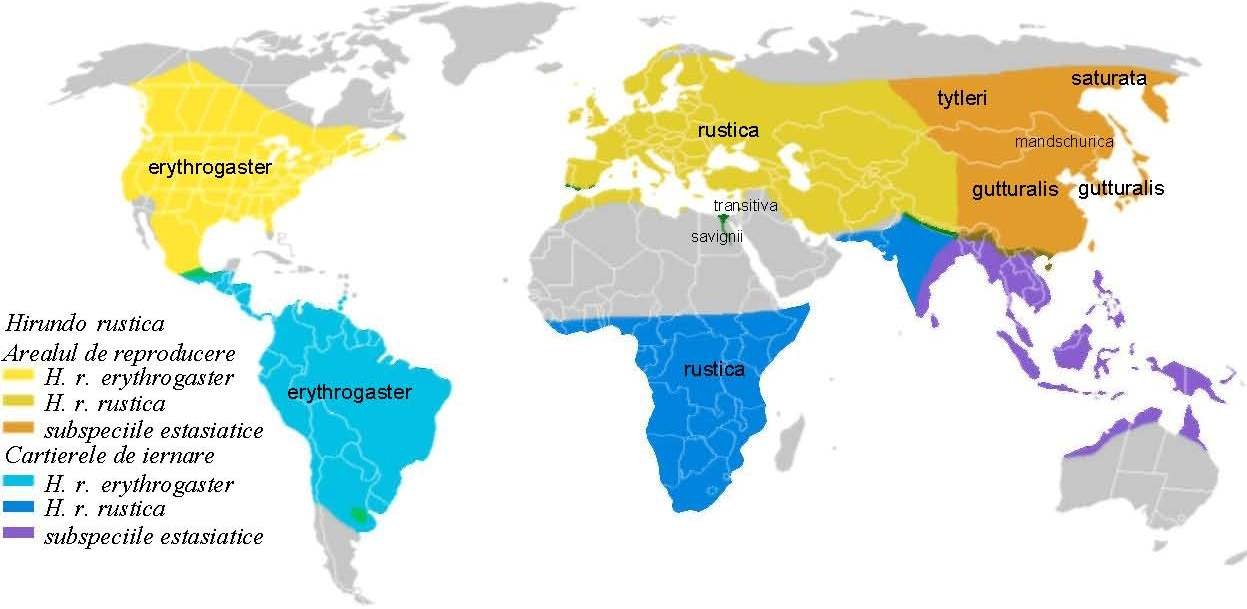
Distribuția subspeciilor

În România și Republica Moldova cuibărește subspecia Hirundo rustica rustica, care este prezentă mai ales în localități și în apropierea acestora, răspândirea sa fiind destul de uniformă. Populația cuibăritoare din România este apreciată la 500.000-1.000.000 de perechi, iar cea din Republica Moldova la 15.000-20.000 de perechi cuibăritoare. Rândunicile din România și Republica Moldova petrec iarna în Africa Centrală și de Sud. În România primele exemplare sosesc la sfârșitul lunii martie în partea de sud a țării, iar spre nord și în interiorul Carpaților sosesc în prima și a doua decadă a lunii aprilie. Plecarea spre locurile de iernare are loc în septembrie, putându-se observa în sudul țării și Dobrogea până în a doua decadă a lunii octombrie.

## Descrierea

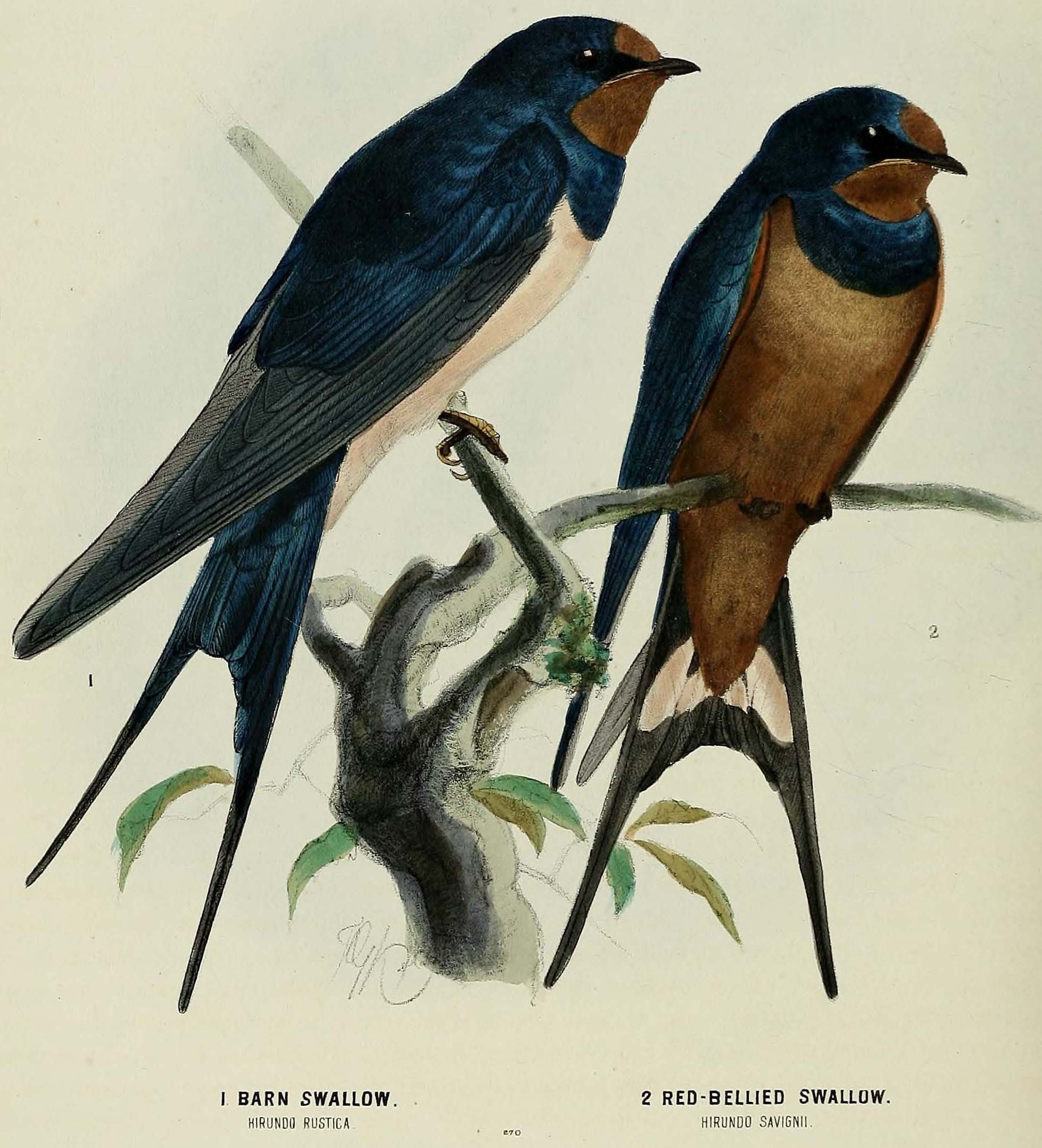
Rândunica după H. E. Dresser. "A history of the birds of Europe : including all the species inhabiting the western palaearctic region. Vol. III" 1871-1881.

Rândunica este un zburător excelent, având corpul turtit și alungit, aerodinamic, cu aripile înguste și ascuțite. Rândunelele au ciocul mic, dar gura prezintă o deschidere largă pentru a putea captura din zbor insectele, singura lor hrană. Picioarele, mici, sunt folosite mai ales la cățăratul pe ziduri, mai rar pentru a sta pe ramuri.
Este cea mai mare rândunică din România și Moldova. Are o lungime de 16,8-24,0 cm (în medie 18 cm) și o greutate de 16-24 g (extreme 13-28 g). Lungimea aripii = 115-140 mm; lungimea ciocului= 10-12 mm; rectricele mediane = 34-48 mm; rectricele laterale = 92-152 mm; lungimea tarsului = 10-13 mm.

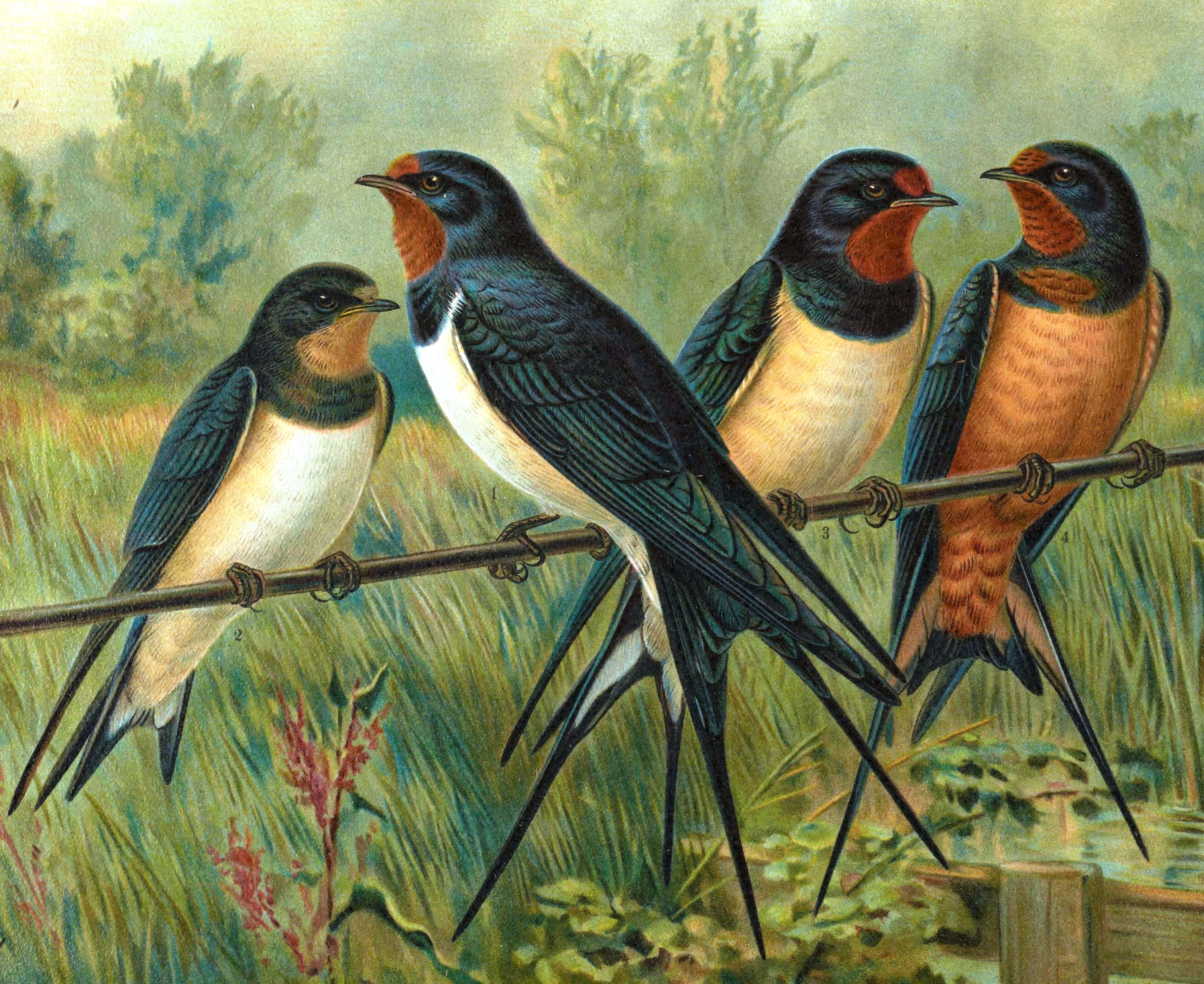
Rândunica după Naumann (1897). 1. (al doilea din stânga) Mascul adult în Elveția. 2. (primul din stânga) Mascul juvenil în Marea Britanie. 3. (al doilea din dreapta) Mascul adult în Marea Britanie. 4. (Ultimul din dreapta) Subspecia Hirundo rustica savignii. Mascul adult.

Rândunica se recunoaște ușor după coadă adânc bifurcată (în formă de V) cu rectricele laterale foarte lungi și coloritul distinctiv al penajului: partea superioară albastru-închis metalic, fruntea și bărbia brun-roșcate (roșu-cărămizii), dar de la distanță par întunecate, pieptul cu o dungă albastru-închisă, restul părții inferioare alb-gălbuie.  Ea are o siluetă grațioasă și zveltă, aripi lungi, triunghiulare și efilate, un gât slab pronunțat.
Masculul subspeciei nominate are creștetul și părțile superioare uniform albastru-închise cu reflexe metalice. Fruntea, bărbia și partea inferioară a gâtului sunt brun-roșcate (roșu-cărămizii), caractere dificil de distins în zbor și de la distanță. Pe piept un colier lat albastru-închis care formează o dungă pectorală transversală cu reflexe metalice, uneori cu câteva pene castanii; această dungă contrastează evident cu pieptul, albicios sau roșcat. Restul părților inferioare, inclusiv tectricele subcodale și subalare, albicioase, alb-gălbui sau alb-brunii. Aripile și coadă sunt negre sau negru-brunii cu reflexe metalice mai slabe. Coada net bifurcată cu rectricele laterale foarte alungite. La mascul  rectricele laterale variază între 95 și 152 mm. Distanța dintre vârful rectricei celei mai lungi comparată cu cea mai scurtă este de la 51 mm până la 99 mm. Pe steagul intern al rectricelor (cu excepția perechii mijlocii) se află pete albe mici, ovale sau cuneiforme, dimensiunile cărora se măresc spre partea laterală a cozii, aceste pete sunt clar vizibile atunci când pasărea își etalează rectricele. Ciocul este scurt și negricios, lățit la bază. Picioarele sunt scurte, slabe, negricioase. Irisul este brun închis.

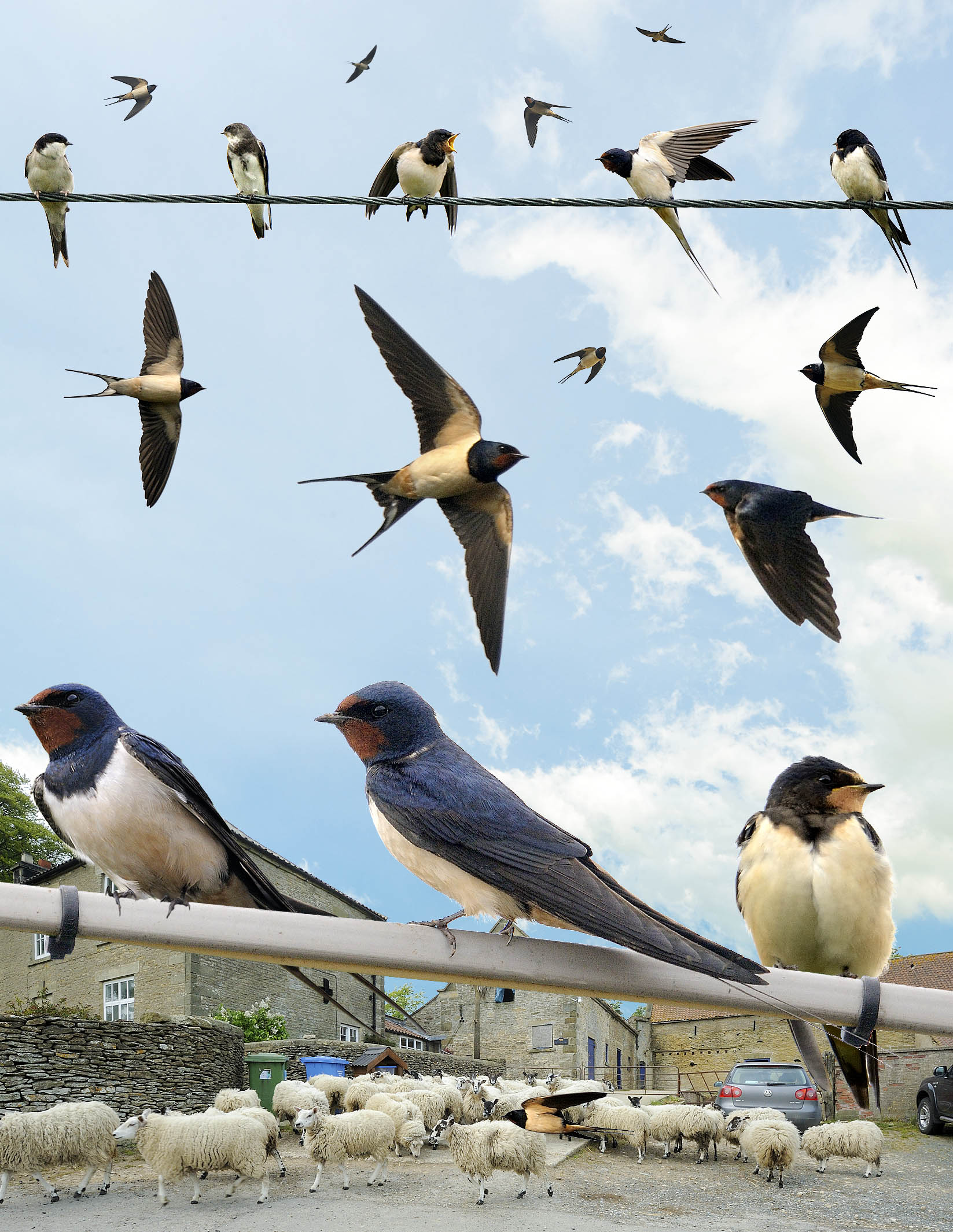
Rândunica după Crossley ID Guide Britain and Ireland.

Sexele sunt dificil de stabilit după culoarea penajului. Femela este mai puțin lucioasă, are un penaj mai puțin colorat, cu reflexe albastre mai puțin pronunțate decât la mascul. Rectricele laterale ale cozii sunt mai scurte; dunga pectorală este spălăcită la culoare, cu reflexe metalice slabe. La femelă rectricele laterale au  95-121 mm; vârful rectricelor laterale depășește restul cozii cu 54-73 mm. Femela se poate stabili după zona de clocire de pe abdomen și piept care este aproape lipsită de fulgi, uneori pe partea laterală a abdomenului este puțin puf; din cauza vaselor de sânge zona este roșcată.
Juvenilul este mai spălăcit, are fruntea și partea inferioară a gâtului mai palide de un castaniu-deschis, culoarea se întinde și pe deasupra ochilor. Dunga pectorală brună-închis fără reflexe. Coada scurtă, rectricele laterale scurte, depășesc puțin marginea cozii.

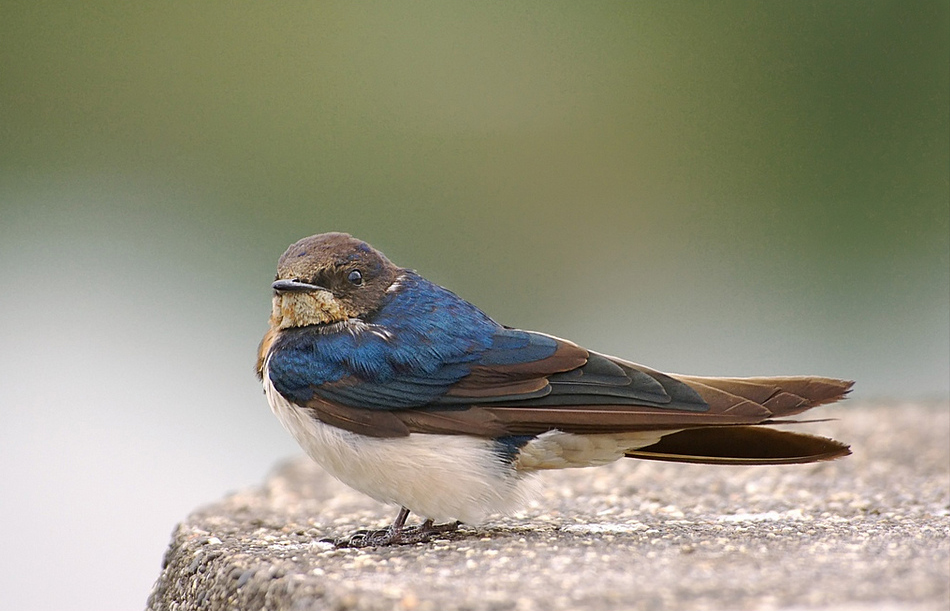
Juvenil de rândunică

Subspeciile diferă după mărime, extinderea dungii pectorale (mai îngustă la subspeciile din Asia), și culoarea părților inferioare (care variază și la indivizii dintr-o populație, și, în cadrul perechilor, femelele fiind mai palide pe partea ventrală decât masculul):
- subspecia savignii are părțile inferioare brun-roșcate;
- subspecia transitiva are părțile inferioare brun-roșcat-gălbui;
- subspecia tytleri are părțile inferioare brun-roșcate;
- subspecia saturata este ruginie ocru dedesubt;
- subspecia mandschurica diferă de saturata prin aceea că are are o culoare ocru mai palidă pe părțile inferioare;
- subspecia gutturalis are părțile inferioare alb cremoase;
- subspecia erythrogaster are culoarea brun-roșcată de pe partea inferioară a gâtului mai extinsă, dunga albastră este redusă la un petic pe fiecare parte a pieptului, părțile inferioare sunt de la brun-roșcate până la portocalii.

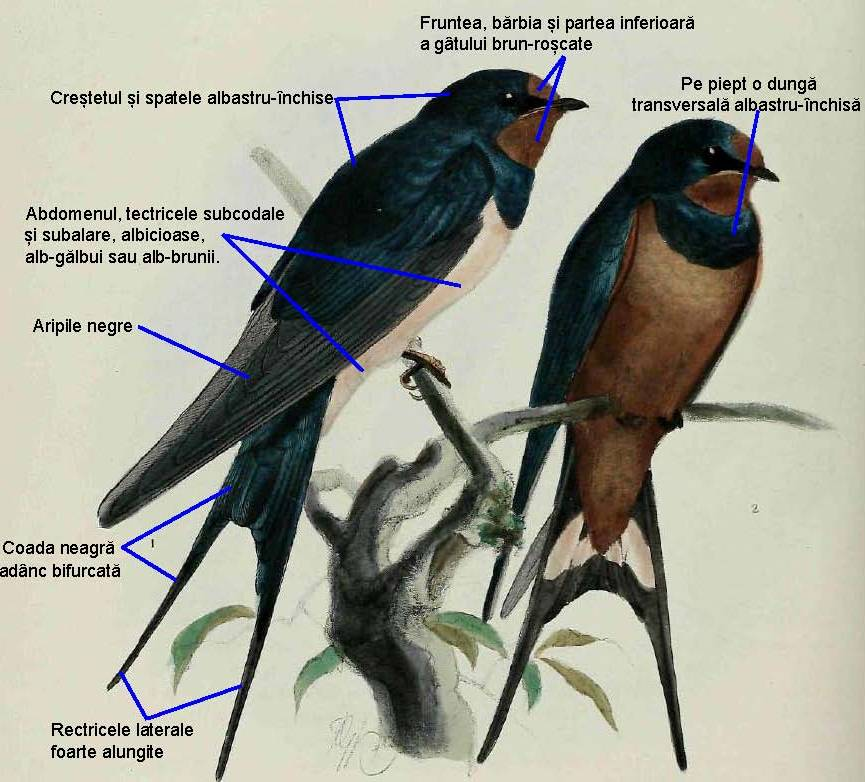
Rândunica după H. E. Dresser.

## Specii asemănătoare
Rândunică de casă poate fi confundată cu rândunica roșcată (Cecropis daurica), care are aceeași siluetă și o mărime identică. Acesta din urmă se distinge ușor prin târtița de culoare castanie (brun-roșcată) și subcodale negre. Gâtlejul și pieptul sunt palide și nu întunecate ca la rândunică. Partea inferioară este de culoare ocru sau alb bej, striată cu dungi lungi discrete, ceafă formează o dungă îngustă cafeniu ruginie.

## Glasul
Cântecul este un ciripit rapid, format dintr-o serie de note ușor răgușite, rapide, finalizat cu un ciripit fin sau cu un zgomot strident.

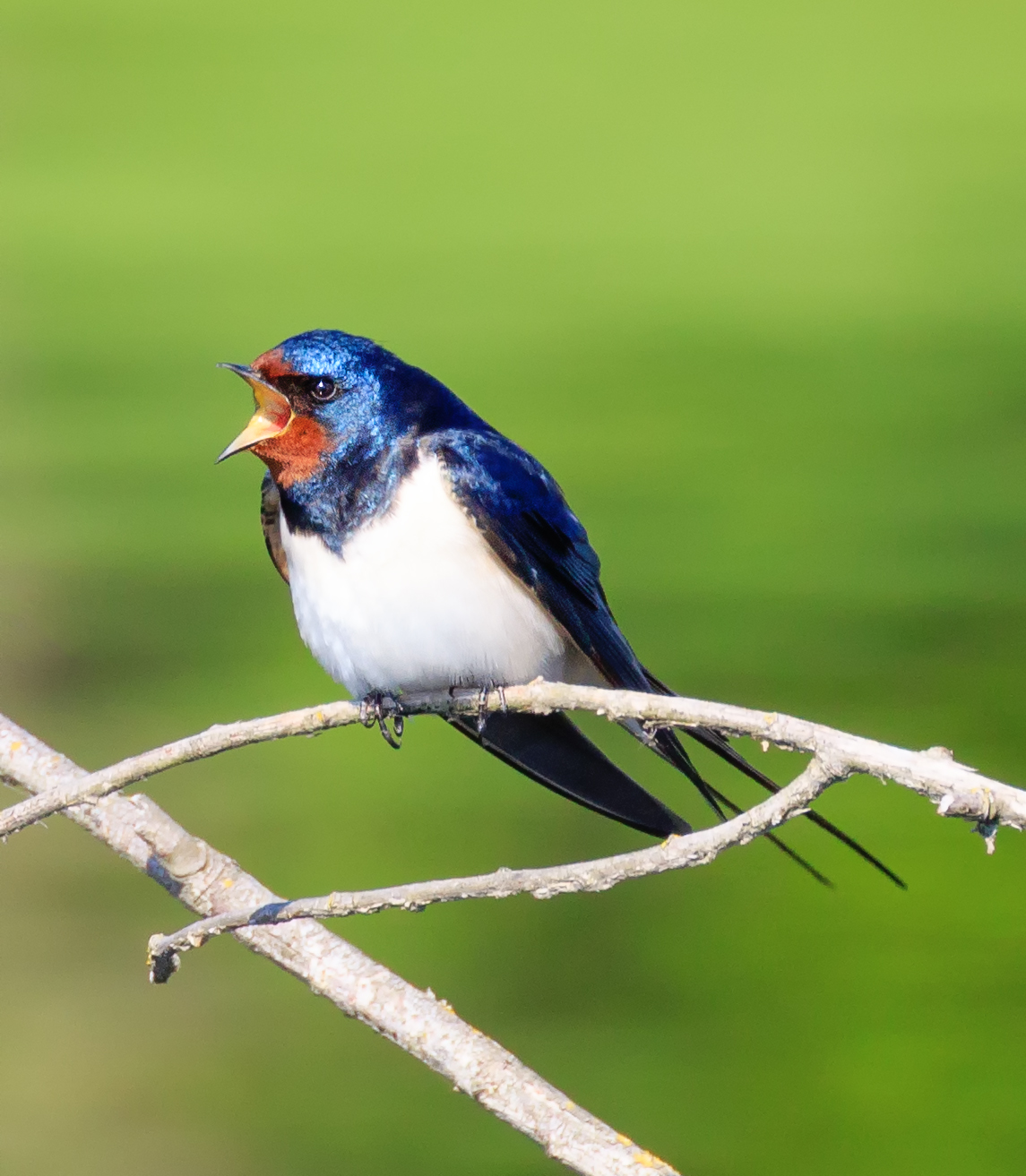
Rândunică cântând, văzută în Deltă la Comana

Strigătul principal de contact este "uit"  sau "uit-uit", care este adesea repetat pentru a forma un ciripit și este emis în zbor sau la cuib; femelele au și un strigăt de contact propriu, "tir-uit"; părinții emit sunete de chemare atunci când aterizează la cuib pentru a hrăni puii. Când se adună mai multe, emit un strigăt ascuțit, "si-lit". Masculii folosesc sunetul "ui-ui-ui" pentru a atrage femelele la locul cuibului și pentru a convinge puii să iasă din cuib. Alte strigăte includ un strigăt de curtare "it-it-it" și un strigăt de copulație "uii-uii".
Emite diverse strigăte de alarmă și de detresă, "cirr-cirr" adresat către conspecifici și prădători, un strigăt de alarmă "uu" sau "tsi-uit" scos frecvent atunci când un prădător este aproape (de exemplu, un șoim sau uliu), un "dscid-dscid" emis în zbor, un "fluh-fluh" de tonalitate joasă când este urmărit, un "deuihlik" slab și un "uir-uir" strident când este prinsă de un prădător.
Subspecia americană erythrogaster are strigăte similare cu cele ale subspeciei nominate, inclusiv un cântec ciripitor, un strigăt de contact ciripit, un strigăt bâlbâit de amenințare sau de furie, diverse strigăte de alarmă, un strigăt fluierător folosit pentru a menține legătura între perechi, un strigăt tânguit în timpul copulației și un  strigăt "cit" folosit de părinții care hrănesc puii care au părăsit cuibul.

## Habitatul
Rândunica se întâlnește în principal în zonele rurale, în special în sate unde se cresc vitele. Se întâlnește  mai rar în orașe mari cu spații verzi suficiente și zone cu monoculturi cerealiere. Trăiește în regiuni deschise, terenuri agricole, locuințe umane, adesea aproape de apă. De obicei ocolește pădurile întinse și zonele foarte uscate. 
În Europa și America de Nord este în principal o pasăre rurală, preferând să cuibărească în fermele cu animale (în special bovine) în nordul și centrul Europei. Densitățile cele mai importante a populațiilor de rândunici sunt situate în general în ferme și cătune, unde se practică încă creșterea extensivă a animalelor de fermă. Cuibărirea preferențială în ferme este favorizată nu numai de prezența animalelor de fermă, ci și de arhitectura clădirilor de la fermă și accesibilitatea acestora. În toate cazurile, abundența sa este legată de prezența habitatelor bogate în insecte aeriene (pajiști naturale, garduri vii, păduri, bălți, iazuri etc.)  În nordul Africii și în Asia, cuibărește adesea în orașe mici și mari.
Rândunica în prezent a devenit strict antropofilă, existând aproape numai în localități. Probabil cu mult timp în urmă a cuibărit în zona montană, zonele costale cu cavități, chei și copaci scorburoși; cu timpul însă s-a adaptat la mediul antropic. Este una dintre cele mai comune specii cuibăritoare din localități. Apariția sa depinde în mare parte de creșterea animalelor domestice. Astfel rândunica poate fi întâlnită pe terenuri agricole, în localități, de-a lungul drumurilor, oriunde găsește locuri corespunzătoare pentru a cuibări și a aduna hrană, de multe ori preferând zonele aflate în apropierea apelor.
Este frecventă mai ales în regiunile joase, dar poate urca și în ținuturile mai înalte, acolo unde are condiții de cuibărit. Se întâlnește de la nivelul mării până la circa 3000 m, de obicei sub 1000 m în Europa. În Franța cuibărește până la 1500 m în Gard, 1600 m în Pirinei și peste 1800 m în Alpi. Este absentă în regiunile arctice și în munții înalți.
În România și Republica Moldova este oaspete de vară, frecvent întâlnită în toate zonele preferând vecinătatea omului. Poate fi întâlnită până în zonele montane superioare (chiar 2000 m în Carpați); trăiește în localități (preponderent în cele rurale), cuibărind sub streașina caselor, în interiorul clădirilor (depozite, grajduri, garaje etc.).
Își procură hrana în diferite habitate deschise, iar în condiții meteorologice adverse, adesea și deasupra apei. În migrație, cele mai ridicate concentrații de rândunici sunt observate în zonele umede, în special în bazinele acvatice. În cartierele de iarnă africane trăiește de obicei în apropierea zonelor mlăștinoase. Se cocoțează în principal în stufărișuri sau altă vegetație deasă care crește în apă sau în apropierea apei, pe ierburi înalte și culturi agricole, în tufărișuri sau coronamentul arborilor; de asemenea, pe fire suspendate în orașe și pe sau în clădiri, mai ales în vreme rece.

## Hrana

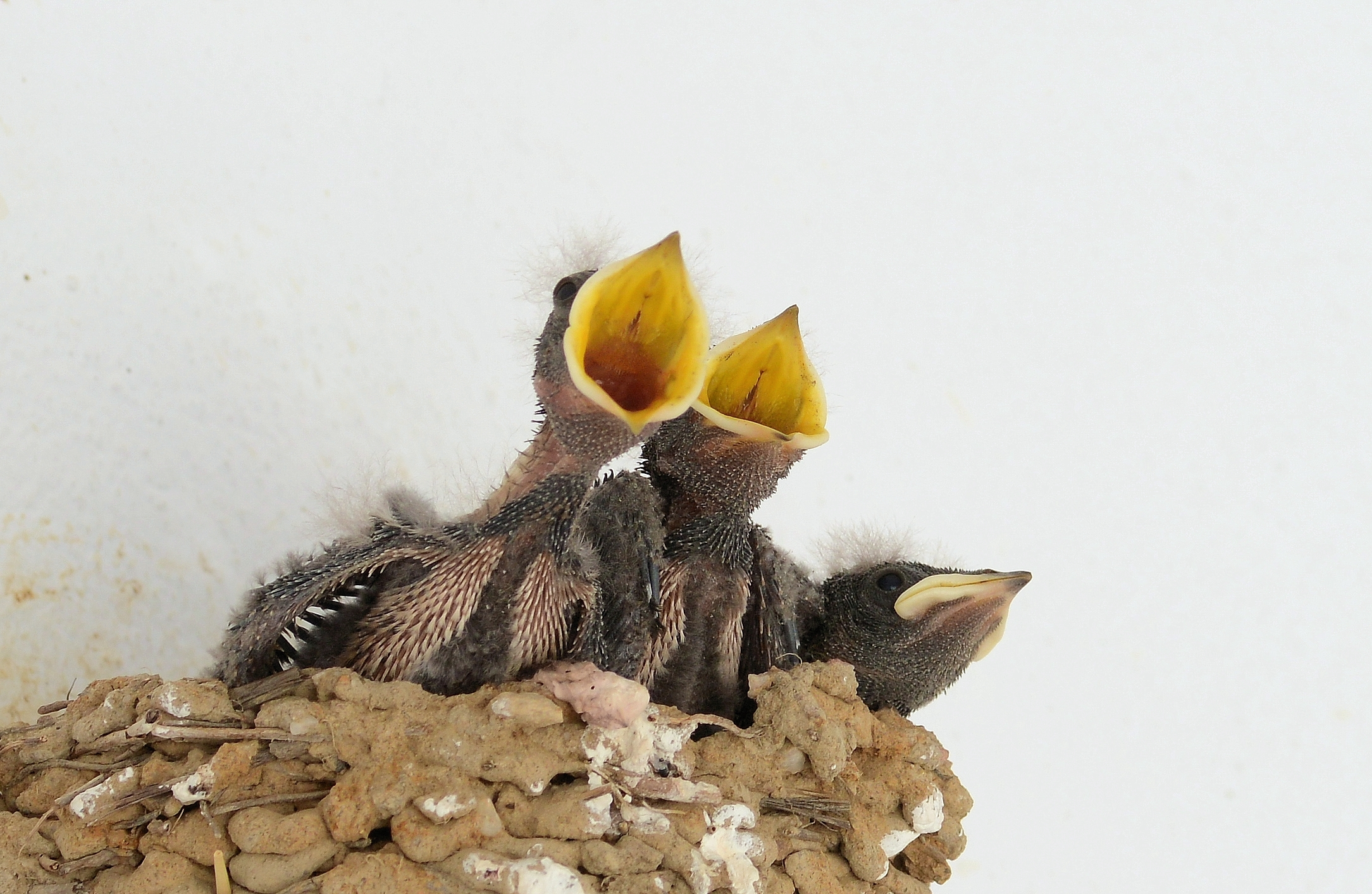
Puii rândunicii în cuib, cerând mâncare

Rândunica este o pasăre strict insectivoră. Se hrănește în principal cu insecte aeriene, în special cu diptere, pe care le prinde în zbor, dar consumă și hemiptere, coleoptere, himenoptere, lepidoptere și odonate. Hrana accesorie constă din omizi, păianjeni sau furnici pe care le prinde pe pământ sau pe pereți.
Hrana variază în decursul anului și în ani diferiți, în funcție de disponibilitatea locală a insectelor. Mai mult de 80 de familii de insecte au fost inregistrate în hrana rândunicii; muștele diptere mari, cum ar fi sirfidele, tabanidele și califoridele sunt o pradă importantă în sezonul de reproducere, pe măsură ce sezonul progresează sunt consumate mai multe afide și mai puține muște mari; furnicile zburătoare și termitele (Isoptera) sunt importante în hrana rândunicii în timpul iernii.
În eșantioanele prelevate în diferite părți ale Americii de Nord, 40% din elementele hranei rândunicii au fost dipterele,  23% himenopterele, 16% coleopterele, 15% hemipterele. În Scoția, compoziția hranei a fost 82% diptere, 5% himenoptere, 12% coleoptere, iar hrana rândunicii adulte la începutul verii a fost formată din 69% diptere, 1% himenoptere, 26% coleoptere. În Europa puii din cuib sunt hrăniți cu 43-76% diptere, 1-5% himenoptere, 1-5% coleoptere, 9-28% hemiptere. În sud-vestul Poloniei, s-a constatat că prezența animalelor de fermă crește cantitatea insectelor mai mari în hrana puilor din cuib, în special a muștelor mari (Diptera) și a gândacilor (Coleoptera) și se reduce proporția insectelor mai mici, mai ales a himenopterelor.

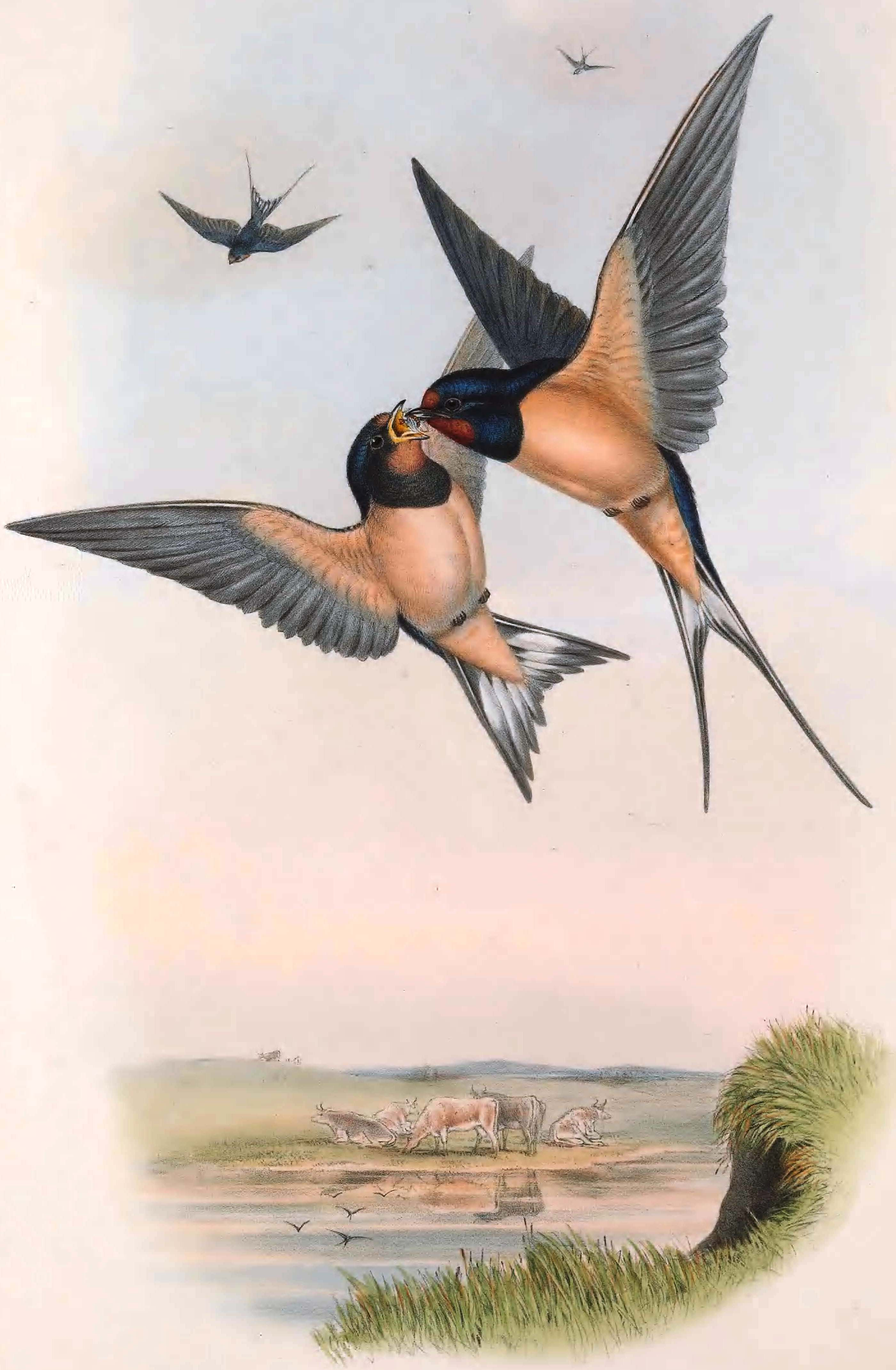
Rândunică își hrănește puiul în zbor, după John Gould, 1873

În Republica Moldova Averin și Ganea au găsit în conținutul a 10 stomacuri diptere, himenoptere, lepidoptere, coleoptere, libelule etc. Printre diptere se numărau bibionidele, țânțarii, oniscidele, simuliidele și muscidele. Din himenoptere adesea se întâlneau formele zburătoare a furnicilor. Coleopterele (gândacii) au fost observate în 7 stomacuri, cel mai mulți dintre aceștia fiind gândacii de băligar (Geotrupidae), gândacul coprofag a lui Schreber (Caccobius schreberi), carabidele, etc. În conținutul stomacurilor au fost găsite și rămășițele unor insecte mari ca libelulele și fluturii.
În cartierele de iarnă compoziția hranei este: 8% diptere, 48% himenoptere și 37% coleoptere în Africa (Malawi) și 8% diptere, 82% himenoptere și 6% coleoptere în Malaezia. Dintre himenopterele consumă în special furnici și viespi parazite, rareori viespi neparazite și albine (mai ales trântori). Printre alte artropode din hrana rândunicii se numără psocidele (Psocoptera), odonatele (libelulele, în special zigopterele), lepidopterele (fluturii adulți, uneori omizi), efemeropterele, ortopterele (lăcustele și greierii), trihopterele, neuropterele, dermapterele (urechelnițele), amfipodele și păianjenii (araneele). În cartierele de iarnă din sudul Africii consumă și semințe arilate de acacia (Acacia); rareori consumă și bobițe.

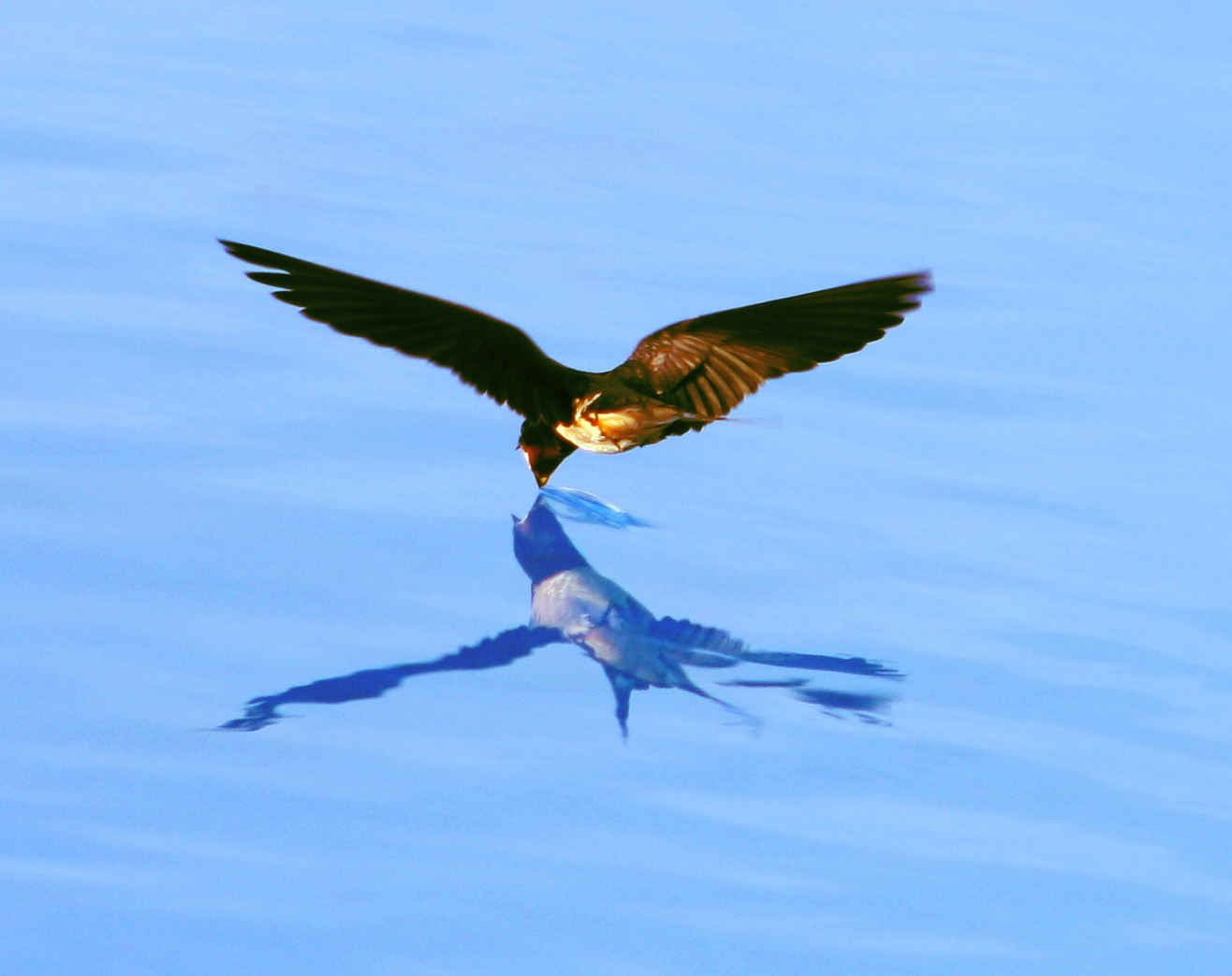
Rândunica bea apa planând razant la suprafața ei

Hrana o procură singur sau în perechi în sezonul de reproducere. În general, prinde insectele în zbor la mică înălțime aproape de sol sau de apă până la 7-8 metri înălțime (adesea mai puțin de 1 m), dar pe vreme frumoasă, vânează și la înălțimi mai mari, până la 200-300 m. Caută hrana la o distanța de până la 600 m de la cuib, în medie 170 m. Zboară rapid în linie dreaptă, cu frecvente schimbări bruște a direcției pentru a prinde insectele; planează rar pe distanțe mici. Uneori prinde insectele pe pământ, în vegetație, pe apă sau de pe alte suprafețe, când stă cocoțată sau planează pe loc, mai ales în condiții meteorologice nefavorabile. De multe ori adună hrana din apropierea grajdurilor sau a apelor. Urmează tractoarele și alte animale pentru a prinde insectele zburătăcite de ele.
Rândunica vânează minusculele insecte numai din zbor, prinzându-le cu gura larg deschisă. Ținută într-o colivie, ea nu ar putea supraviețui chiar dacă ar avea la dispoziție insecte, deoarece nu le poate lua de jos cu ciocul. Pentru a vâna sute de musculițe pe care să le ducă puilor, o rândunică parcurge zilnic sute de kilometri în zbor rapid, cu zigzaguri sau întoarceri bruște în loc, când ras cu pământul, când săgetând în înaltul cerului. Rândunica bea apă în mod regulat; ea planează razant la suprafața apei și își scufundă mandibula inferioară pentru a lua apa.

## Reproducerea
Sezonul de reproducere are loc în principal în mai-august, începând mai târziu la latitudini mai înalte (de ex., la începutul lui iunie în Finlanda) și mai devreme în sud (de ex., în februarie-martie în nordul Africii), în noiembrie-martie în Argentina; când cuibăresc în grup, ponta este depusă într-o perioadă lungă de timp. Este o specie monogamă, perechile se formează doar pentru o perioadă de reproducere. Câteodată apar și cazuri de poligamie. Copulațiile și paternitatea în afara perechilor este comună, paternitatea în afara perechilor a fost întâlnită la circa o treime din pui în studiile europene, 22% în Ontario (Canada). Parazitismul conspecific la cuib apare în 3% într-un studiu spaniol, proprietarul cuibului fiind masculul, care este uneori și tatăl.

### Cuibul

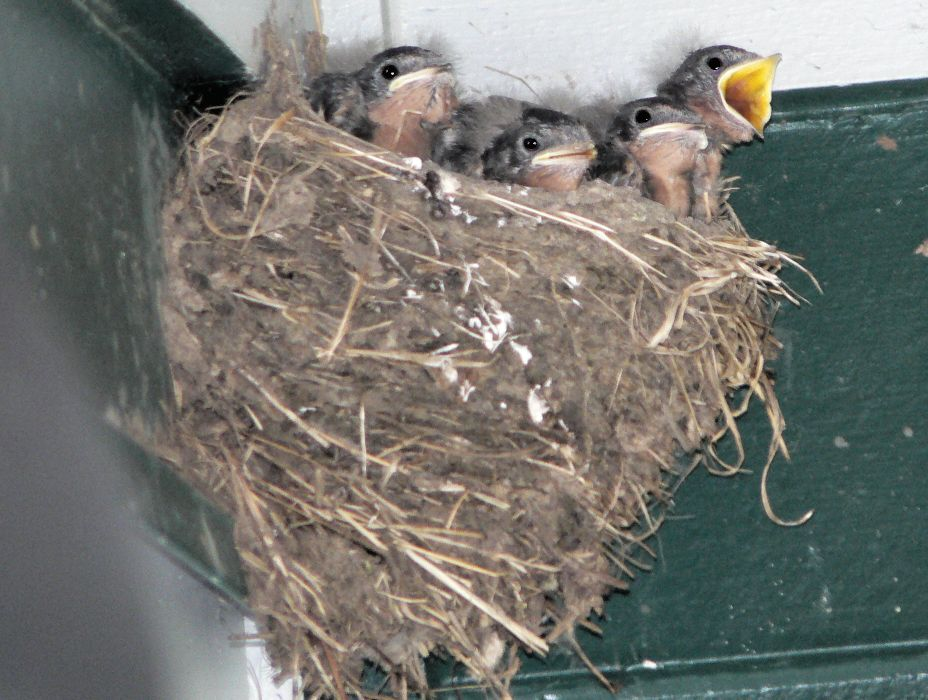
Cuibul sferic al rândunicii cu pui mici în el

Cuibărește solitar, în unele locuri cuibărește în colonii mai mari lângă grajdurile animalelor domestice, coloniile sunt formate adesea din 2-30 de perechi, dar au fost înregistrate grupuri de până la 250 de perechi, de cele mai multe ori cuibărește în colonii răzlețe de 1-3 de perechi. Se pot observa și perechi cuibărind solitar. Distanța medie între cuiburi este 3-5 m când cuibărește în grupuri, dar poate fi mai mică de 10-20 cm, mai ales când densitatea populației este ridicată. Masculul apără un teritoriu de 4-25 m2 din jurul cuibului. El atrage femelele spre cuib sau spre un loc anume afișându-și coada și cântând, într-un ritual nupțial cu cântec rotindu-se deasupra locului de cuibărit. Masculul cântă pentru a solicita copulația, care are loc pe locuri de cocoțare din apropierea cuibului sau în cuib, și păzește parteneră în timpul construirii cuibului și depunerii ouălor.

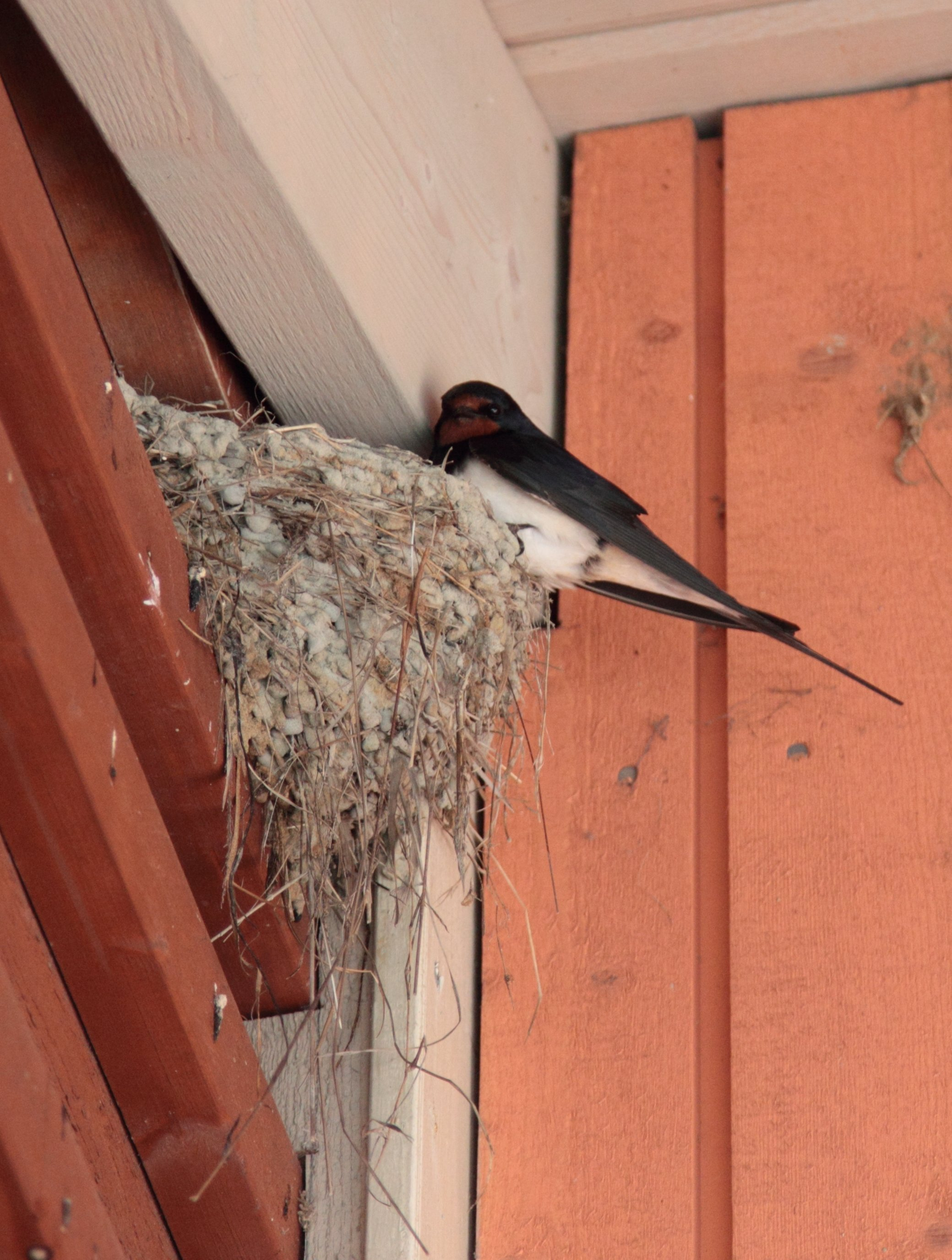
Cuibul semisferic al rândunicii

Ambele sexe construiesc un cuib sferic, în formă de cupă (ceașcă), deschis la partea superioară în locuri libere de amplasare sau semisferic când e lipit de pereți, el are o lățime de circa 20 cm și o înălțime de 10 cm. Orificiul cuibului este larg, nealipit de tavan (spre deosebire de cel al lăstunului de casă). Cuibul este făcut din bulgări de noroi sau lut amestecat cu salivă, fire de iarba uscată, paie și păr de animale (mai ales de cal), interiorul este căptușit cu fire moi de iarbă uscată, apoi cu pene, puf; construcția cuibului durează de obicei 7-10 zile, plus câteva zile pentru căptușirea lui; femela adaugă pene în timpul clocitului și le înlătură pe măsură ce puii din cuib cresc. Cuiburile sunt adesea refolosite în sezonul de reproducere următor, după reparațiile necesare cu noroi adăugat la marginea lui, un cuib poate ține 12-15 ani, uneori până la 48 de ani. S-a estimat că, pentru a zidi un cuib, rândunica execută aproximativ 1000 de zboruri, aducând în cioc lutul amestecat cu paie.

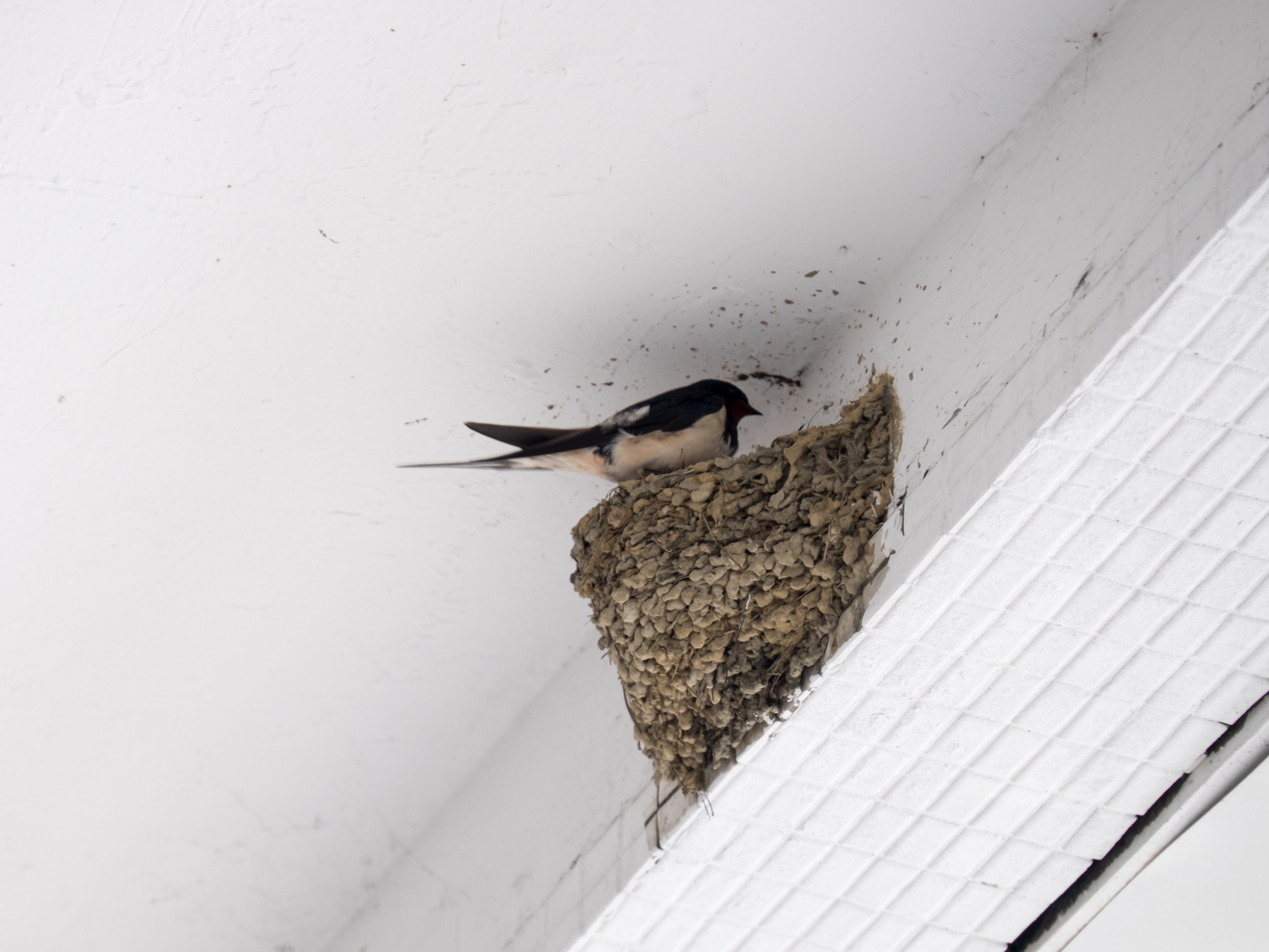
Un cuib de rândunică semisferic

Locul amplasării cuibului pe timpuri a fost situat în cavitățile din stânci sau peșteri, uneori într-un copac scorburos, în prezent specia a devenit strict antropofilă, existând aproape numai în localități, doar câteva exemplare încă au cuiburi în habitate naturale. Conform studiilor recente, un procent de 99% dintre perechi au cuibul amplasat într-o sau pe o structură artificială cu un perete vertical drept de care se poate atașa cuibul și un acoperiș: sub tavane în clădiri, grajduri, magazii, hambare, depozite, garaje, pe piloni de susținere, sub streșinile caselor, în holurile unor clădiri, pe balcoane, în interiorul unor camere, el poate fi amplasat sub poduri, în canale de evacuare, în fântâni sau în puțurile de mină, excepțional pe arbori. Cuibul este situat de obicei la 2-5 m deasupra solului sau a apei pe o terasă sau pe un perete vertical aproape de o proeminență a acestuia sau pe grinzile de sub acoperișuri; obiectele ieșite în afară din perete (de ex. un cui sau un cuib de viespi) sau cablurile sunt adesea folosite ca suport. De obicei cuibul este alipit pe suprafața verticală a unei grinzi foarte aproape de tavan. Au fost întâlnite cazuri când cuibul era prins de abajurul unei lămpi, pe coarnele unor trofee de cerb sau căprior, într-o cabină de tractor abandonat, pe lămpi agățate în tavanul grajdurilor etc. În 1978 în comună Lesse (din departament francez Moselle) a fost descoperit un cuib de rândunică construit în gura unui bidon de lapte care a fost căptușit cu lână de către pereche;  bidonul era agățat de un cui la 1,80 m deasupra solului, cuibul avea o înălțime de 19 cm și un diametru de 9 cm. În alt caz, rândunelele și-au construit cuibul sub streașina unui vagon de tren care parcurgea zilnic un traseu de 3 km. Este interesant faptul că într-un caz la Brașov, o pereche și-a construit cuibul deasupra tocului de la o ușă dintr-un hol unde a scos prima generație de pui, însă pentru a 2-a generație și-a realizat un alt cuib pe abajurul lămpii din hol, iar pentru a 3-a generație a folosit cuibul unde a crescut prima generație de pui.

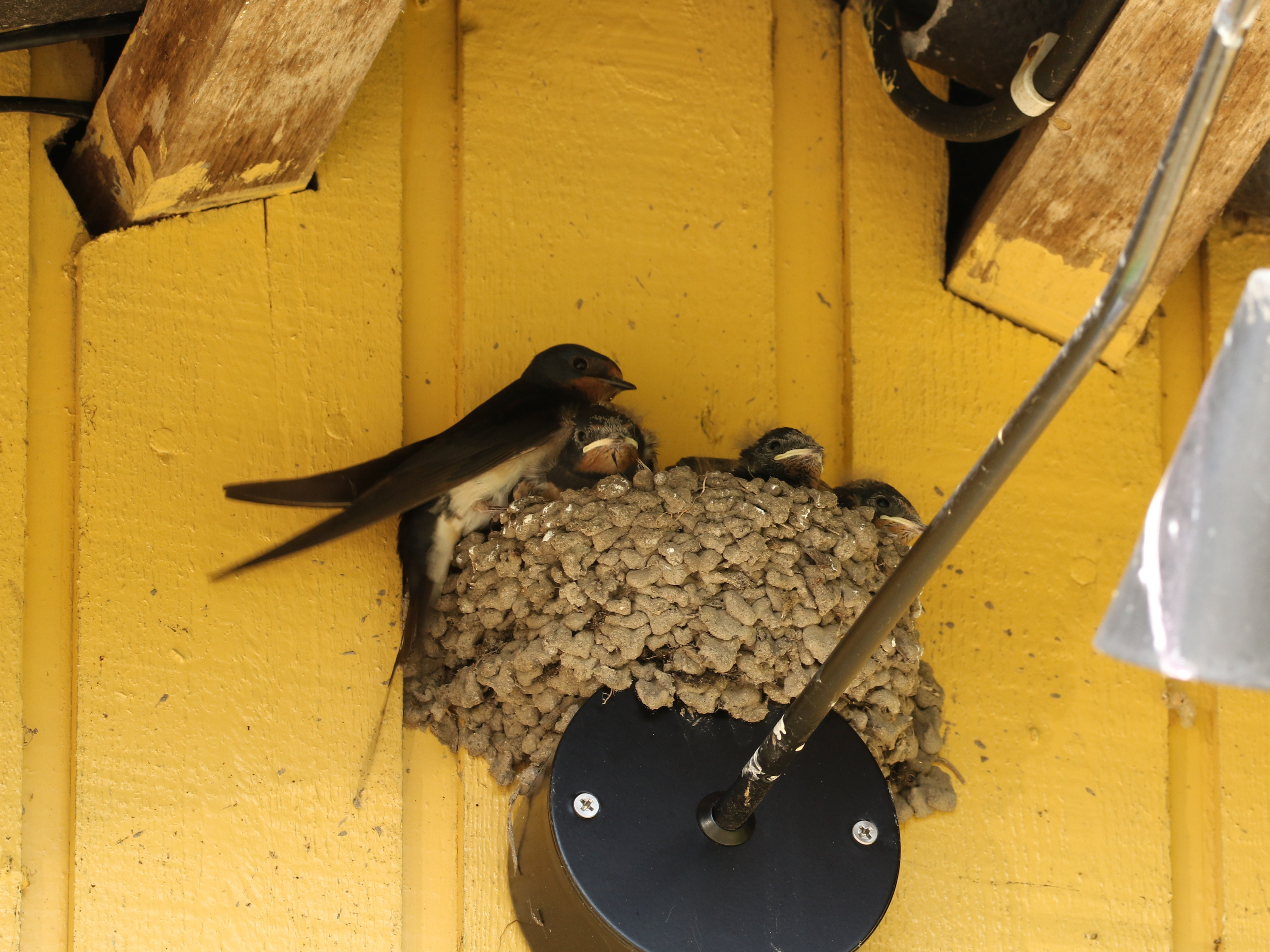
Un cuib de rândunică

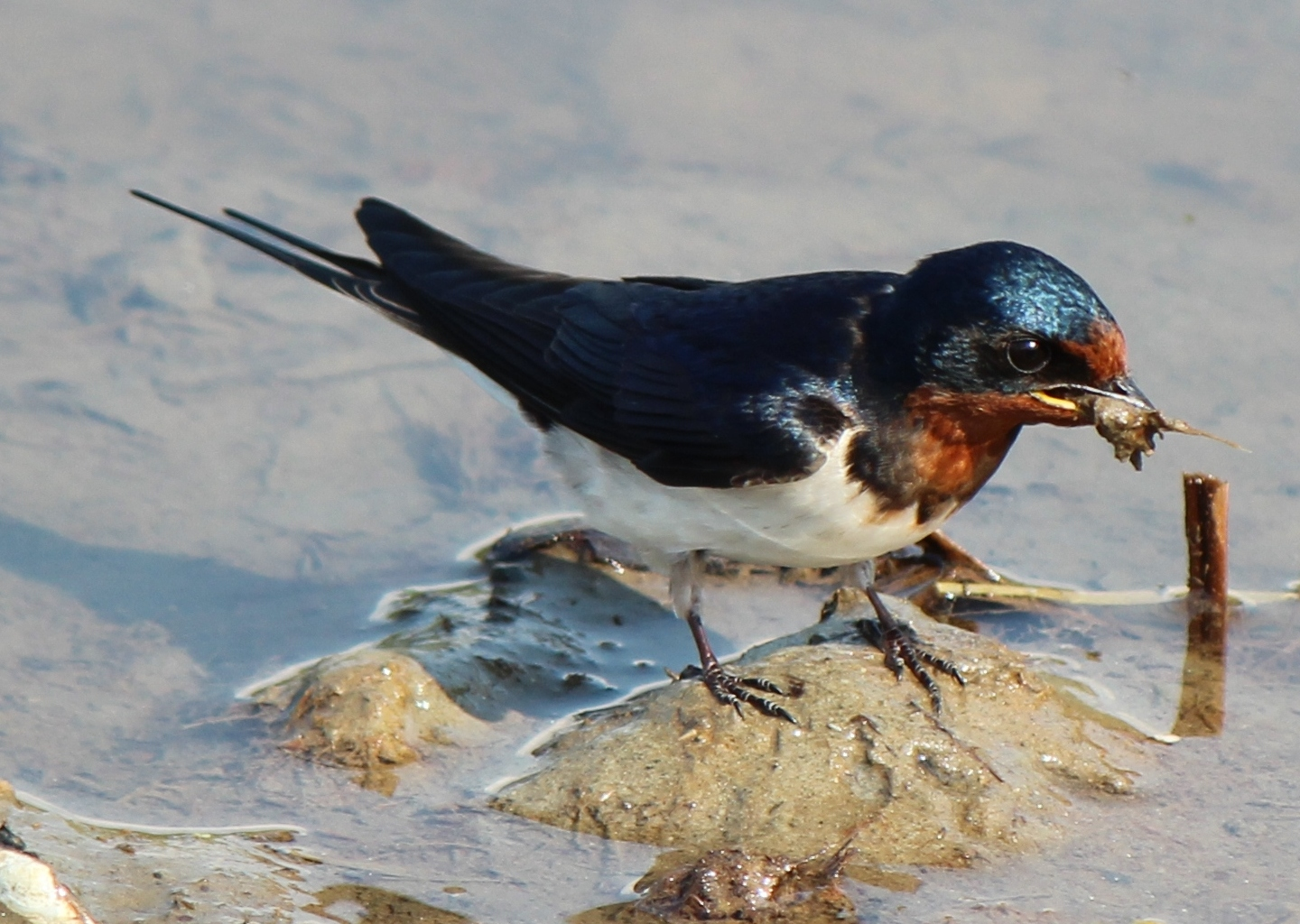
Rândunica cu un bulgăre de noroi pentru cuib

Legătura închegată între rândunele și om este foarte veche; am putea spune că ele conviețuiesc chiar cu omul. La o casă părăsită, rândunica nu-și face cuib, întrucât acolo, ca și în natura sălbatică, o așteaptă tot felul de primejdii, îndeosebi atacul prădătoarelor nocturne asupra cuibului descoperit, lipsit de protecție. Rândunelele caută chiar case cu multă animație, cu copii gălăgioși și animale domestice, unde forfota este permanentă. Pe insula Sacalin, situată la gura brațului Sfântu Gheorghe, Dimitrie Radu a găsit un cuib de rândunică lipit de una din grinzile unei colibe joase de pescar, unde acesta făcea adesea și foc pentru a-și fierbe peștele. Când membrii familiei se așezau la masă, rândunelele, venind să-și hrănească puii, aproape că le atingeau capetele, fără a se sfii cât de cât de prezența oamenilor. Când pescarul a părăsit coliba, rândunelele și-au mutat și ele cuibul pentru a scoate următorul rând de pui.
 

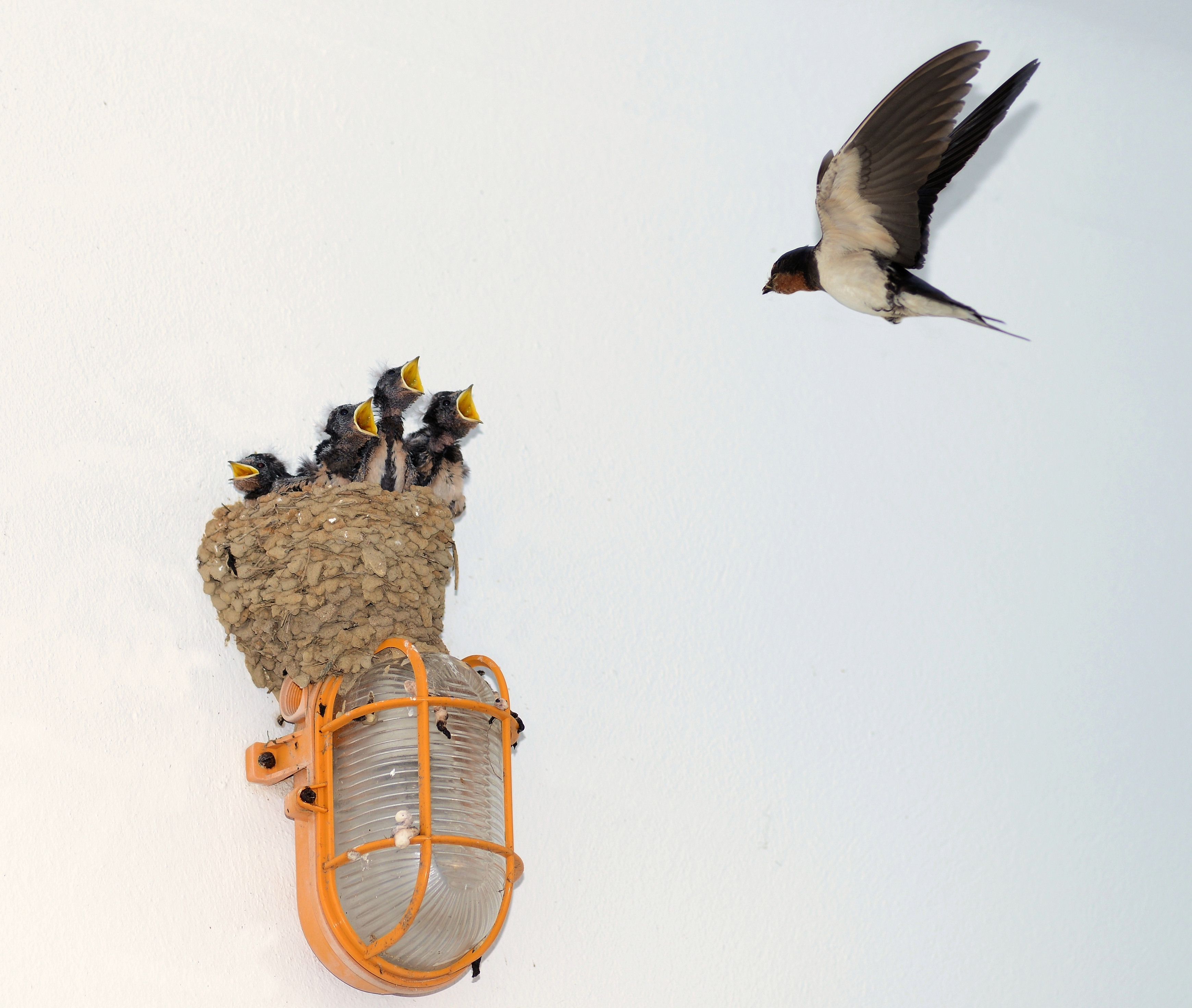
Un cuib de rândunică

Renumitul ornitolog român Dimitrie Radu a observat un caz unic, cu totul ieșit din comun, în lumea păsărilor. El a scris despre această observație în cartea sa "Lumea neștiută a păsărilor din Delta Dunării" următoarele:
„Într-o primăvară, în timp ce mă deplasam spre deltă, traversând cu bacul un braț al Dunării, am văzut roind în jurul lui tot timpul mai multe rândunele, care săgetau la rasul apei pe sub bac și ieșeau pe partea opusă. Am crezut că e un joc al acestor păsări atât de familiarizate cu omul sau un mod de a prinde mai ușor eventualele insecte de la suprafața apei, așa cum fac uneori rândunelele urmărind turmele de oi sau cirezile de vite, care în mersul lor stârnesc insectele de prin iarbă. Faptul constatat m-a preocupat. Când, peste aproximativ o lună, traversam din nou Dunărea cu bacul, am observat iarăși rândunele, de data aceasta mult mai familiare bacului, intrând pe sub bac cu hrană în cioc și ieșind apoi pe cealaltă parte cu ciocul gol. Mi-a fulgerat prin minte că își făcuseră acolo cuiburi și că acum duceau puilor de mâncare. Nu-mi venea a crede însă că au reușit să-și facă cuib sub bacul în continuă mișcare și la numai 1-1,5 m deasupra apei, ale cărei valuri oricând ar fi putut să ajungă la cuiburile lor. Și totuși așa a fost. Ajuns la mal, am coborât într-o barcă, cu care am intrat sub bac. Acolo mi-a fost dat să văd ceva ce nu mai văzusem niciodată și nici nu citisem în cărți: zeci de cuiburi de rândunică lipite de grinzile podului, majoritatea cu pui eclozați, unii încă acoperiți de mamele lor. În căutările mele, am găsit destule cuiburi de păsări cu așezare curioasă: în coșuri pescărești, ca semn la gura unei gârle, într-un craniu de berbec din cuibul părăsit al unui vultur codalb, sub nivelul apei, în trunchiul unor sălcii inundate în care se găseau pui, dar aceștia puteau fi hrăniți întrucât intrarea rămăsese neinundată, apoi cuiburi de graur în aglomerația cuiburilor de vrăbii spaniole și câte și mai câte, dar cuiburi "călătoare", instalate sub un bac plutitor, în permanentă mișcare din zori până seara, în care păsările clocesc și își cresc puii și pe care le urmează în deplasarea lor în spațiu, aducând hrană puilor, nici măcar nu mi-am putut imagina. Rândunelele pe care le observasem și-au plasat cuibul printr-o soluție ieșită din comun, legată tot de prezența omului, care îi asigura protecția puilor. Sub bacul plutitor, apa făcea imposibilă apropierea vreunui răpitor, iar deasupra zarva pasagerilor, a căruțelor, a camioanelor și a mașinilor îndepărta orice dușman.”

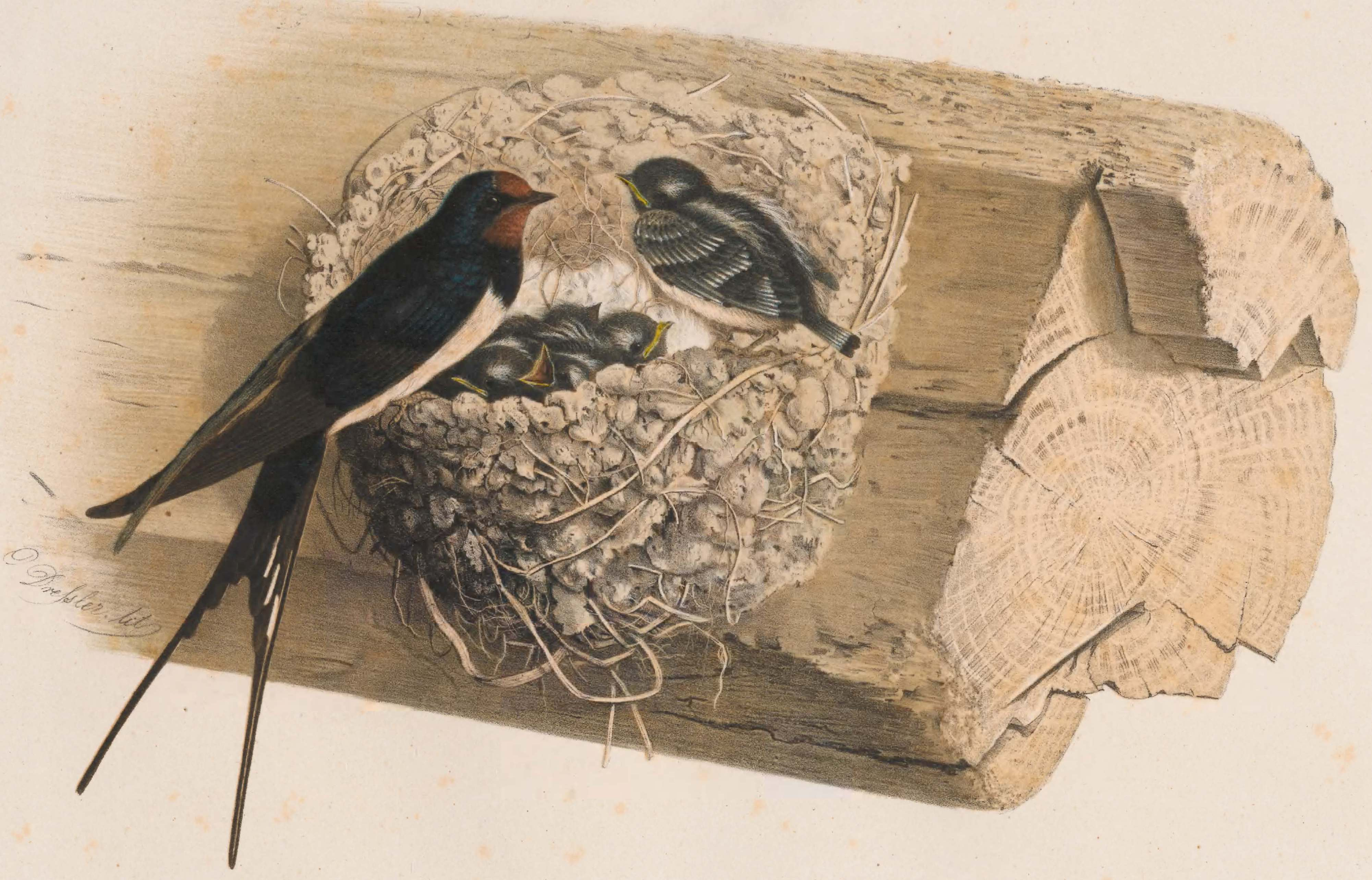
Rândunica și puii din cuib, după Eugenio Bettoni.

Rândunica în Republica Moldova este o specie foarte obișnuită, în multe locuri numeroasă, mai ales în nordul republicii. Cuibărește în așezările umane. Însă, în orașele mari este rară, iar în clădirile cu mai multe etaje, de obicei, nu cuibărește. Cuibărește obișnuit în șoproanele de la sate, case cu un singur etaj, construite într-o grădină sau podgorie mare, sub șoproane, în galerii etc. În condiții naturale cuibărește în peșteri puțin adânci unde pătrunde lumina sau în grotele de pe malurile stâncoase ale Nistrului. Cuiburile sunt de obicei prinse de proeminențele pereților sau grinzile de lângă tavan. Cuibul este construit timp de 5-7 zile. Astfel, în ocolul silvic din Lozova în 1967, construcția cuibului a început pe 20 aprilie și s-a terminat la 27, în 1968 păsările au început să construiască aici un cuib pe 18 aprilie și l-au terminat pe 24. Rândunica se întoarce de obicei în fiecare an la același cuib. De exemplu, pe 7 august 1960, cuibul unei rândunici care a fost construit sub un șopron pentru uscarea fructelor, după o ploaie de două zile s-a dărmat și a căzut pe pământ. Rămășițele cuibului împreună cu cinci pui au fost puse într-o cutie mică pentru conserve, care a fost prinsă în locul fostului cuib. Puii au fost inelați. În anul următor, unul dintre puii inelați s-a întors și a cuibărit în aceeași cutie.

### Ponta și puii

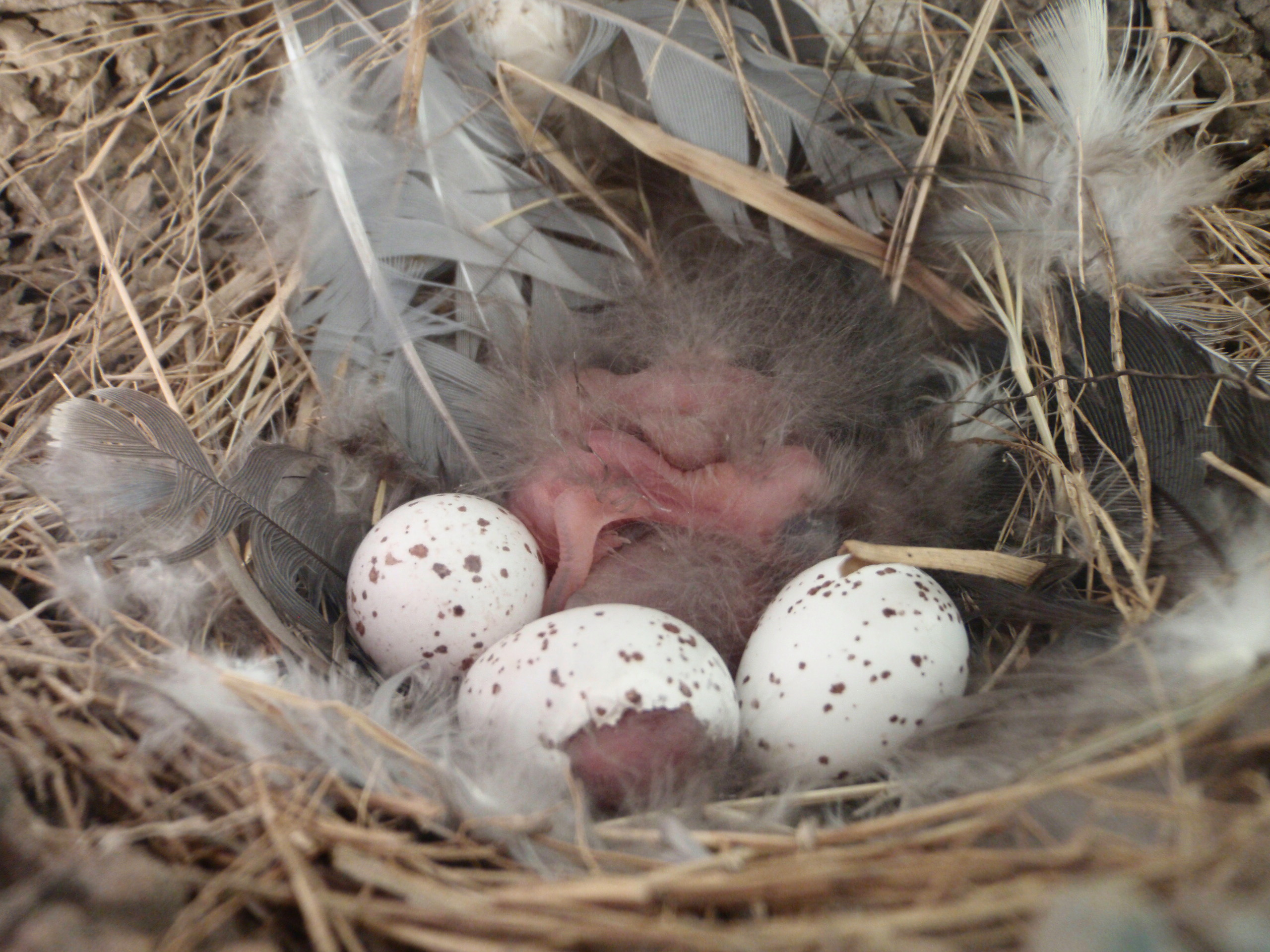
Eclozarea puiilor rândunicii

Rândunica depune 1-3 ponte într-un sezon de reproducere (1-2 în America de Nord), femelele cu o singură pontă depun ouăle mai târziu decât cele cu mai multe ponte, iar femelele mai în vârstă au șanse mai mari să depună două ponte decât cele aflate în primii ani de viață. Din cauza instalării unei toamne timpurii, puii din cea de-a doua pontă pot pieri.
În România depune frecvent două ponte într-un sezon de reproducere; numai în ani foarte prielnici depune trei ponte; prima clocire are loc în luna mai, iar cea de-a doua în luna august.

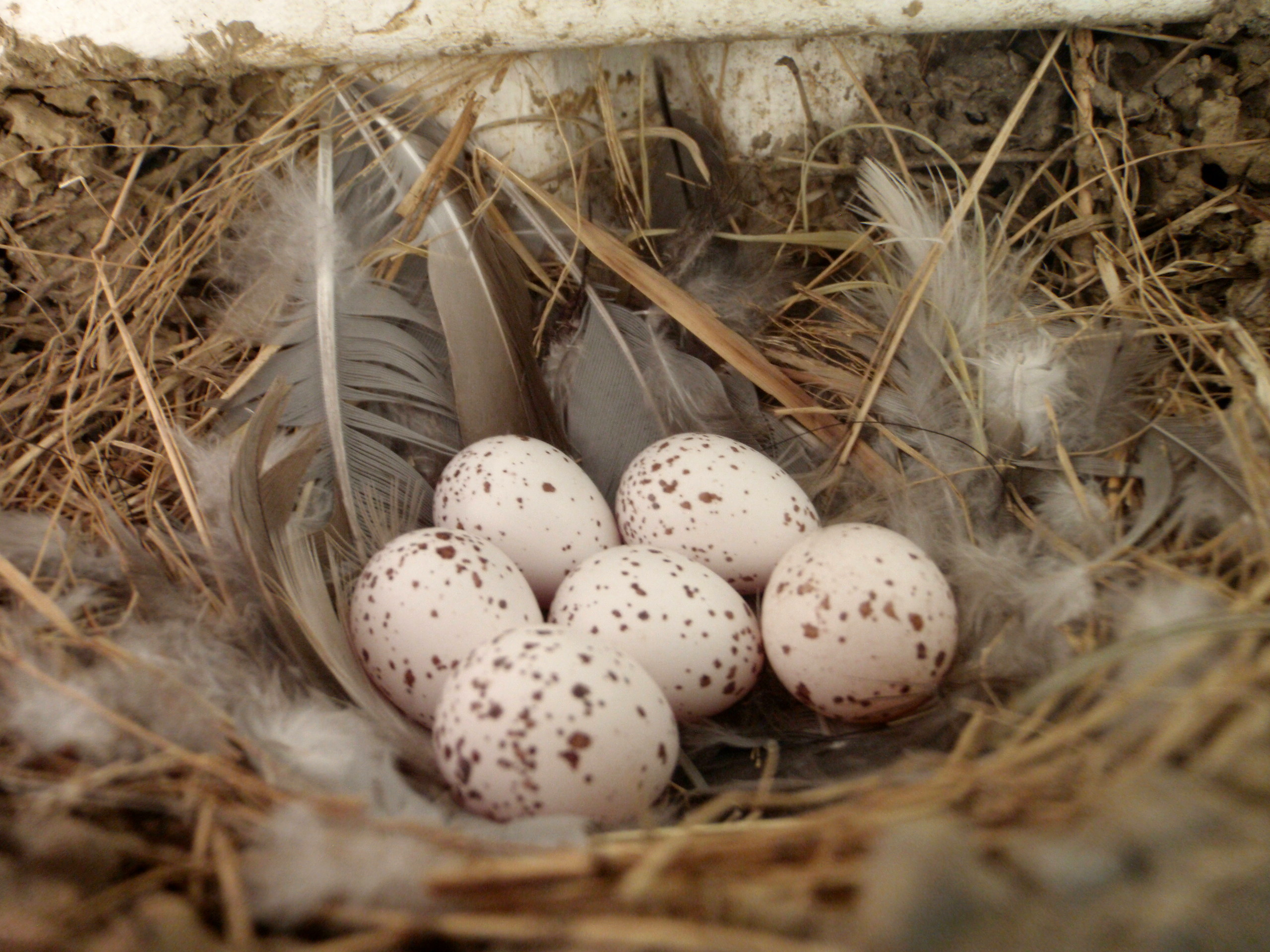
Ouăle rândunicii

Ponta constă din 1-8 ouă, de obicei 3-6, cel des întâlnite sunt cele cu 4 sau 5 ouă (de ex., în 177 ponte din Scoția, 34% aveau 4 ouă, 51% - 5 ouă, 12% - 6 ouă, 3% conțineau 2-3 ouă); mărimea celei de-a doua ponte (dar nu primei) crește cu latitudinea (în medie 4,07 în Irak până la 4,75 în Finlanda), numărul ouălor dintr-o pontă scade pe parcursul sezonului (de ex. în Spania prima pontă era formată în medie din 4,99 ouă, cea de-a doua din 4,52,  cea de-a treia din 3,89). Ouăle sunt lung-fusiforme până la lung-ovale, netede, lucitoare, albe, sau cu puține puncte cafenii  sau cenușii. Incubația este asigurată numai de femelă la majoritatea subspeciilor, masculul nu este capabil să clocească întrucât placa lui incubatoare de pe piept nu este funcțională, deci nu poate încălzi ouăle. La subspecia erythrogaster din America de Nord  masculul participă puțin la incubație și variabil (în medie 9% în Ontario), el clocește pe rând cu femela stând pe ouă doar pentru intervale foarte scurte, în medie 7-10 minute, mai mult pe vreme rece. Incubația durează 12-17 zile.

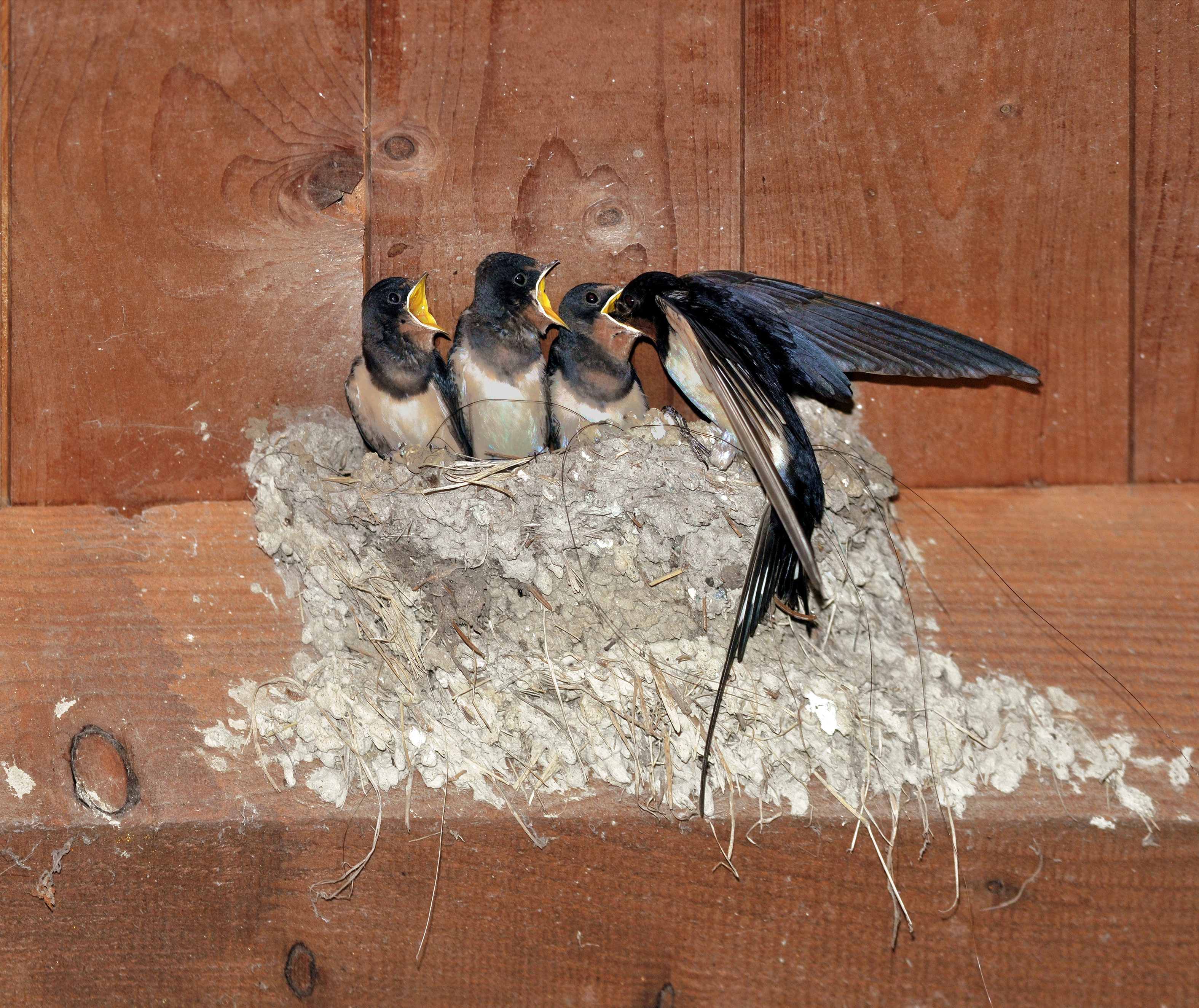
Rândunica își hrănește puii

Eclozarea ouălor durează de obicei o zi (maxim 3 zile); puii sunt nidicoli, acoperiți cu puf lung și rar pe spate și pe cap; gâtlejul galben ca lămâia; îngroșarea marginală a ciocului albă. Puii sunt acoperiți și încălziți pe perioade descrescătoare timp de 6-9 zile, puii mai mari sunt acoperiți numai pe vreme rea și noaptea, ei sunt hrăniți de ambele sexe (contribuția masculilor variază între perechi), ritmul cu care sunt hrăniți puii variază în funcție de mărimea și vârsta lor, condițiile meteorologice și timpul sezonului (de ex., în Scoția, mediile sunt de 32,3 vizite pe oră pentru puii din prima pontă, 26,5 pentru puii din a doua pontă), masculul aduce boluri de hrană mai mici decât femela. Puii părăsesc cuibul la circa 20-21 de zile după ieșirea din ouă (cu variații de 18-27 zile), ei stau în apropierea cuibului și departe de alte familii, însă revin la cuib pentru noapte pentru a se odihni, ei sunt hrăniți de părinți circa o săptămână, devin independenți abia după 1-2 săptămâni.
În Republica Moldova, perioada depunerii ouălor continuă din prima decadă a lunii mai până la începutul lui iulie. Depune 2 ponte în timpul verii. Cea mai timpurie pontă a început la 2 mai 1957 (în raionul Tiraspol), cea mai târzie pe 22 iulie 1960 (raionul Dubăsari). Cele mai multe păsări depun ouăle în prima decadă a lunii mai (prima pontă) și în a treia decadă a lunii iunie (a doua pontă). Puii din prima pontă părăsesc cuibul la jumătatea lunii iunie, iar cei din a doua pontă la sfârșitul lui iulie - începutul lui august. Pe 25 august 1960, a fost găsit un cuib în care puii aveau dimensiunea păsărilor adulte.

### Succesul reproductiv

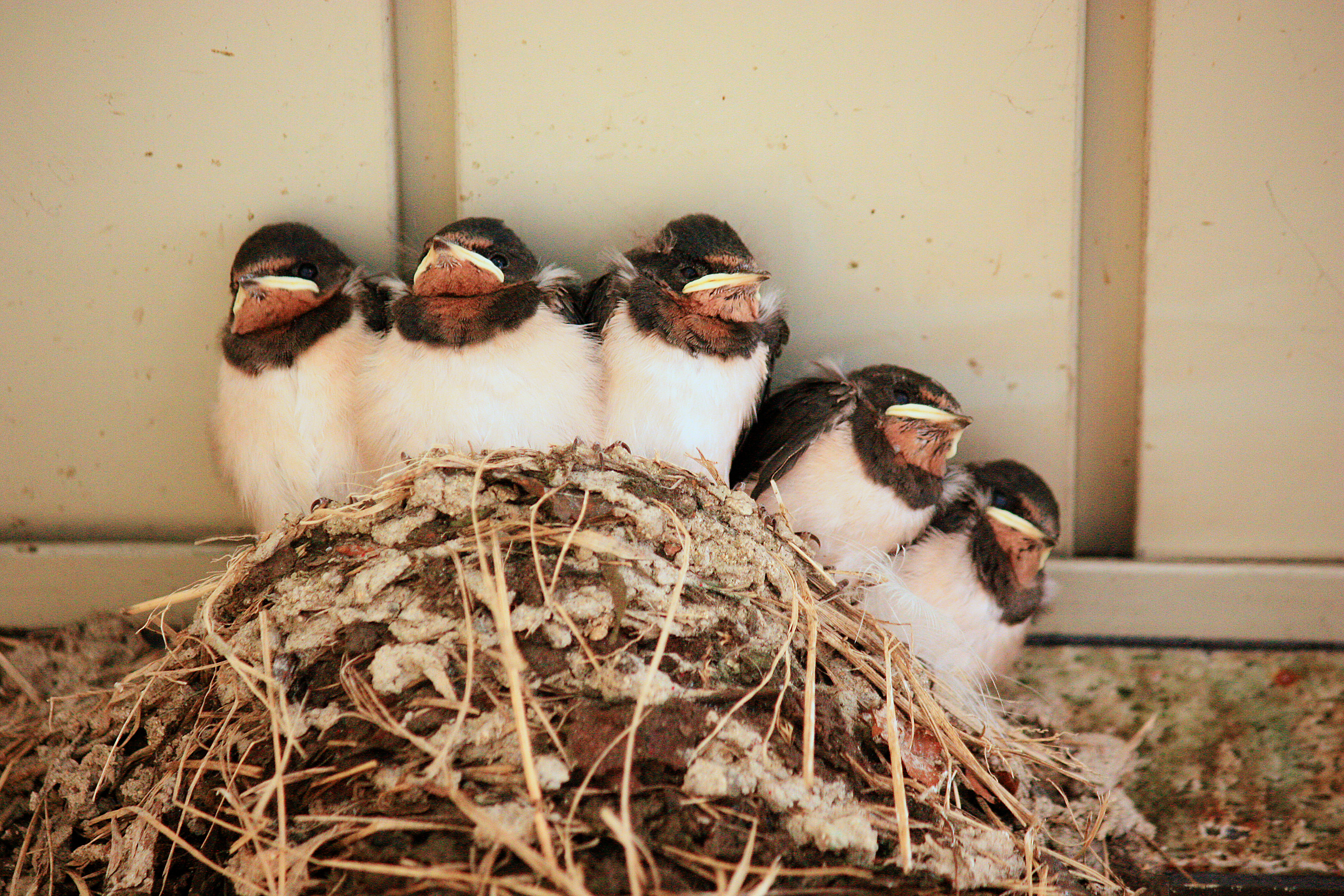
Puii mai mari ai rândunicii

Succesul reproductiv mediu este de 70-90%, dar poate fi mai mic mai ales în condiții meteorologice nefavorabile prelungite și în caz de infestări cu paraziți; productivitate anuală este de 0-16 puii zburători pe pereche, în medie 4,2-7,1. Concurenții pentru cuib sunt rândunica cu fruntea albă (Petrochelidon pyrrhonota) și lăstunul de casă (Delichon urbicum), cu urmări de obicei minore, dar vrabia de casă (Passer domesticus) pot avea un impact major. Prădarea este rară, dar poate fi o cauză importantă a mortalității în unele locuri. Un mascul nou care este partenerul unei femele rămase văduve ucide puii ei din cuib astfel încât femela să accepte împerechere cu el. În plus, uciderea puilor determină femelă să-și părăsească partenerul actual și să se împerecheze cu ucigașul. Într-un studiu, infanticidul puilor de către masculii singuratici a reprezentat 32% din decesele puilor timp de 5 ani.
Academicianul român Ion Simionescu a scris despre un caz curios în concurența pentru cuib dintre rândunele și vrăbii: "După ce rândunelele și-au clădit cu caznă cuibul lor, o pereche de vrăbii s-au instalat într-însul ca la ele acasă. Rugăminți, amenințări din partea stăpânilor nu folosiră la nimic. Vrăbiuța stătea fudulă în cuib și nici nu voia să știe de nimic. Sărmana. A fost pedepsită la moarte de sfatul rândunelelor. Perechea, căreia i s-a furat încăperea, s-a plâns celorlalte, în limba lor. Și deodată se arată în fața cuibului un cârd de rândunele, fiecare având în plisc câte un boț de glod. Clacă se face, repede portița cuibului este zidită, iar vrabia închisă în casă în întuneric și fără de hrană a fost găsită moartă de cel care a descris această observație, care s-ar părea că este poveste. Nu numai, spune observatorul, a cărui relațiune a fost folosită de Romanes în cartea sa despre «Inteligența animalelor», că faptul constatat arată o judecată din partea rândunelei, dar mai cu seamă dovedește că păsările s-au înțeles între dânsele, ca să răzbune pe cea păgubită".
Longevitatea maximă înregistrată a fost de 15 ani și 11 luni.

## Deplasări sezoniere
Rândunica este o pasăre migratoare pe distanțe lungi în cea mai mare parte a arealului. Timpul sosirii la locurile de cuibărit este în funcție de temperatura locală; masculii mai în vârstă ajung primii. Adulții se întorc de obicei pe parcursul anilor în același locuri de cuibărit (în general, mai puțin de 5% își schimbă locul) și adesea la același cuib (într-un studiu nord-american, 65% s-au întors la același cuib sau la unul învecinat). Rezultatele unui studiu care a utilizat geolocatorii GLS care înregistrau intensitatea luminii a sugerat că masculul și femela dintr-o pereche cuibăritoare probabil migrează și iernează împreună: după ce au părăsit locul lor de cuibărit din nordul Spaniei pe 9 septembrie, ei au ajuns în același cartier de iernat din vestul Africii pe 20-21 septembrie, au început călătoria spre nord pe 20 martie și s-au întors la locul de cuibărit pe 10-11 aprilie, coincidența în sincronizarea călătoriilor lor este puțin probabil să apară întâmplător la indivizii care nu formează un cuplu. Subspeciile migratoare sunt înregistrate regulat în timpul iernii în părțile de sud ale arealului de reproducere, de ex. în Spania și nordul Africii, estul Mediteranei, insulele din sudul Japoniei, iar subspecia erythrogaster apare accidental în centrul Californiei, sud-vestul SUA, nordul Mexicului și sudul Floridei. Apariții accidentale pe scară largă a fost înregistrate de ex. în nordul Alaskăi, în insulele din Marea Bering (insulele Sfântului Laurențiu, Pribilof și Aleutine), în Groenlanda, în insulele Jan Mayen, Urșilor, Spitsbergen, Hawaii, Falkland, Georgia de Sud și Tristan da Cunha.

### SubspeciaHirundo rustica rustica
Subspecia Hirundo rustica rustica în locurile de cuibărit din Europa și Asia se întâlnește în principal din aprilie până în octombrie. Formează cârduri mari în perioada post-reproductivă, uneori de sute de mii sau milioane de păsări. În migrația de toamnă se deplasează  pe un front mai lat decât cel din primăvară,  migrația de toamnă durează câteva luni. Căile migrației trec de-a lungul litoralului sau deasupra uscatului, de ex. multe păsări din vestul Europei se îndreaptă spre Peninsula Iberică și spre Marea Mediterană. Cele care cuibăresc în sudul Europei și nordul Africii pleacă în iulie-august, vârful migrației în nordul și centrul Europei este în septembrie sau începutul lui octombrie. Sosesc în nordul Africii în număr mare de la mijlocul lui septembrie până la sfârșitul lui octombrie, iar în sudul Africii în noiembrie, în Africa este prezentă în principal în septembrie-aprilie, unele sosesc în august și mai și puține în iunie și iulie. Diferite populații migrează spre diferite zone (dar se amestecă într-o oarecare măsură), păsările din nordul Africii și sudul Europei migrează în vestul Africii, păsările din nordul și centrul Europei migrează în sudul și sud-vestul Africii, dar păsările din est iernează pe partea estică a Africii, iar cele din vest pe partea vestică a Africii (linie de demarcație între păsările din est și cele din vest este cea mai vădită în centrul Africii); de asemenea, indivizii din anumite zone sunt înregistrați în anumite părți din cartierele de iernat, de ex. cei din Marea Britanie și Rusia predomină în sudul Africii. Cartierele de iarnă uneori se pot modifica (păsările din Marea Britanie și Irlanda și-au extins arealul, de la estul Africii de Sud, sudul și estul provinciei Cape spre sud și vest după 1961 ca urmare a unei secete). Rândunicile sunt în general fidele față de locurile de iernare pe parcursul anilor. Migrația de primăvară de întoarcere la locurile de cuibărit din nordul și centrul Europei începe în ianuarie-martie, în principal în februarie, și majoritatea părăsesc cartierele de iană până la sfârșitul lui aprilie. Vârful pasajului în nordul Africii și în regiunea mediteraneană are loc de la mijlocul lui martie până la sfârșitul lui aprilie, iar în nord-vestul Europei de la jumătatea lui aprilie până la jumătatea lui mai. Rândunicile care cuibăresc în nordul Africii și sudul Europei sosesc în principal în februarie- martie.
Rândunicile din România petrec iarna în Africa Centrală și de Sud. În România primele exemplare sosesc la sfârșitul lunii martie în partea de sud a țării, iar spre nord și în interiorul Carpaților sosesc în prima și a doua decadă a lunii aprilie. După perioada de cuibărire se adună în stoluri mari, înnoptând adesea în stufărișuri. Toamna migrează spre sud în stoluri mari. Migrația de toamnă spre sud are loc în septembrie, putându-se observa în sudul țării și Dobrogea până în a doua decadă a lunii octombrie. Sosirea și plecarea acestei păsări variază mult în funcție de variația temperaturilor.
Robert Ritter Von Dombrowski dă următoarele date despre migrația rândunicilor din România:
- 1896. Primul exemplar la 18 martie; dela această dată până la 24, numai exemplare singuratice, în diferite puncte ale țării; dela această ultimă dată până la 4 aprilie, au fost observate pâlcuri mai mici, în deosebi în ținuturile de pe lângă Dunăre; la 5, 6, 7, cârduri mai mari, așa că la 8 majoritatea rândunicilor sosiseră, cu toate că au mai fost observate pâlcuri de rândunici migratoare până la mijlocul lunii. Plecarea maselor principale s-a produs între 15—22 septembrie; cârduri mai mici au fost observate, în deosebi seara, la stufării, până la 23 septembrie iar la 1 octombrie, cam 10—15 bucăți; apoi au fost observate: la 3 oct., 3 exemplare; la 9 oct., 2 exemplare; la 10 oct., 1 exemplar; la 12 oct., 4 exemplare
- 1897. Primul exemplar, la 20 martie. Sosirea maselor principale, între 1—5 aprilie. Plecarea maselor principale, între 27 septembrie și 6 octombrie; cârduri mai mici, până la mijlocul lunii; ultimul exemplar singuratic, la Dunăre, în 25 octombrie.
- 1898. La 19 martie au fost observate 10 rândunici; dela 21—29, mereu cârduri mici. Sosirea maselor principale, între 1—10 aprilie. Plecarea maselor, la 20—29 septembrie; pâlcuri mici, în întreaga lună octombrie; la 5 noiembrie patru exemplare; la 8, două.
- 1899. Sosirea primelor pâlcuri, de zece până la douăsprezece exemplare, în 14 martie; masele principale, între 2—4 aprilie, dar rândunici migratoare s-au mai observat până la mijlocul lunii. Începutul plecării, între 24 și 26 septembrie; la 8 octombrie s-a cam terminat; de aici până la 14 octom. numai puține; la 15, 16 și 17 iarăși stoluri mari în pasaj; până la 26 pâlcuri mici; ultimele exemplare la 4 noiembrie.
- 1900. Sosirea, în pâlcuri mici, la 18 martie; până la 27 numai puține, singuratice; pasajul principal, dela 30 martie până la 5 aprilie. Plecarea maselor principale, la sfârșitul lui septembrie; ultimul exemplar observat, la 28 septembrie.
- 1901. Primul exemplar la 21 martie; sosirea maselor principale, între 1 și 7 aprilie. Plecarea mulțimii, la sfârșitul lui septembrie; ultimul exemplar, la 1 noiembrie.
- 1902. Patru exemplare la 25 martie, sosirea maselor principale, între 5 și 10 aprilie. Plecarea maselor principale, dela 19—25 septembrie; de aici începând, numai puține observate; la 6, 7 și 8 octombrie, iarăși pasaj puternic, numărând stoluri de mii de exemplare; ultimul exemplar, la 27 octombrie.
- 1903. Primul exemplar la 22 martie; de aici până la 2 aprilie, observate numai arareori; dela această dată până la 6 aprilie, sosirea maselor principale. Plecarea izbitor de târzie, în primele zile de octombrie; însă, și peste întreaga lună au rămas încă destul de multe; ultimele exemplare, la 13 octombrie și 2 noiembrie
- 1904. Sosirea la 18 martie; masele principale însă, abia în primele zile ale lui aprilie. Plecarea la finele lui septembrie; pâlcuri singuratice mici, până la 13 octombrie; la 14 și 15 pasaj puternic; ultimul exemplar la 28 octombrie.
- 1905. Primele trei exemplare la 20 martie; la 27 și 28, s-au văzut deja cârduri mai mari; masa principală însă a sosit abia între 7—11 aprilie. Plecarea la finele lui septembrie; în octombrie, rămăseseră încă însă multe; ultimele cinci exemplare, la 1 noiembrie.
- 1906. Primul exemplar, la 14 martie. Sosirea maselor principale, între 26 martie și 10 aprilie. Plecarea maselor principale, între 21 septembrie și 7 octombrie; pâlcuri mai mici, până la mijlocul lui octombrie; trei exemplare, la 21 octombrie.
- 1907. Sosirea în număr mic, la 19 martie; până la 25, numai foarte puține. Pasajul principal, dela 26 martie până la 8 aprilie. Ultimul exemplar, la 27 octombrie.
- 1908. Cinci exemplare la 13 martie. Sosirea maselor principale, între 25 martie și 10 aprilie. Plecarea maselor principale dela 19 la 25 Septembrie. În zilele de 5—9 octombrie, iarăși pasaj de mase mari; ultimul exemplar la 1 noiembrie.

Averin și Ganea dau următoarele date despre migrația rândunicilor din Republica Moldova: rândunicile sosesc primăvara de obicei în prima decadă a lui aprilie, mai rar la sfârșitul lui martie. Diferența în datele sosirii în diferiți ani nu depășește 13 zile. Cea mai timpurie apariție a rândunicilor în Moldova a fost observată la 30 martie 1956, cea mai târzie la 12 aprilie 1960. La sfârșitul lui august, și mai ales la începutul lui septembrie, păsările se adună în cârduri. Până la mijlocul lui septembrie se țin în cârduri mici (de câte 30-50 de indivizi). La sfârșitul lui septembrie și începutul lui octombrie, numărul de indivizi din cârduri ajunge la câteva sute, uneori la câteva mii. La 24 septembrie 1958, în apropierea orașului Orhei, a fost observat un cârd care era format din 1-1,5 mii de indivizi. Pe 25 septembrie 1960, în stufărișul din apropiere satului Crihana Veche din raionul Vulcănești au venit în zbor pentru a înopta un cârd de 2-3 mii de păsări. Migrația de toamnă începe la sfârșitul lui septembrie și continuă până la mijlocul lui octombrie. Ultimele rândunici au fost observate pe 25 octombrie 1968 în apropierea satului Nezavertailovca.
Timpul sosirii rândunicii în Republica Moldova
| Locul observației                                          | Data apariției primilor indivizi |
| ---------------------------------------------------------- | -------------------------------- |
| Satul Bujerovca, raionul Soroca                            | 7.IV 1953                        |
| Satul Trifăuți, raionul Soroca                             | 9.IV 1954                        |
| Livada din satul Sucleia, raionul Tiraspol                 | 4.IV 1955                        |
| Stația agrobiologică a Institutului Pedagogic din Tiraspol | 30.III 1956                      |
| Livada din Coșnița, raionul Dubăsari                       | 5.IV 1957                        |
| Valea râului Bâc lângă Anenii Noi                          | 6.IV 1958                        |
| Satul Coșnița, raionul Dubăsari                            | 10.IV 1959                       |
| Ocolul silvic din Sadova, într-o curte                     | 12.IV 1960                       |
| Livada din Coșnița, raionul Dubăsari                       | 7.IV 1961                        |
| Ocolul silvic din Lozova, într-o curte                     | 6.IV 1966                        |
| Satul Suvorovo din raionul Vulcănești                      | 8.IV 1967                        |
| Satul Lozova, raionul Nisporeni                            | 5.IV 1968                        |

### SubspeciaHirundo rustica erythrogaster
O linie de demarcație a migrației, asemănătoare celei din vestul palearcticului, a fost recent identificată în America de Nord prin folosirea geolocatorilor: păsările din regiunile vestice (din statul Washington și Saskatchewan) au călătorit pe distanțe mai scurte spre cartierele de iernat, care se întindeau din Oregon până în nordul Columbiei, decât populațiile estice (din Ontario și New Brunswick) care iernau în America de Sud la sud de bazinul Amazonului. Cartierele de iernat a populațiilor din America de Nord se întind din versantul pacific din centul Mexicului și vestul Panamei, Puerto Rico și Antilele Mici spre sud până în centrul Chile-lui și nordul Argentinei, rareori mai departe spre sud. Migrația de toamnă din nordul Americii are loc relativ mai devreme decât cea din Europa, de ex. de la sfârșitul lui august până la începutul lui septembrie în Cape May (New Jersey) și în Columbia Britanică. Cele mai multe păsări se deplasează de-a lungul câmpiilor joase de lângă țărmul Mexicului și Americii Centrale, unele zboară peste Golful Mexic și Caraibe, iar primele rândunici migratoare în America de Sud sunt înregistrate în august în Columbia, Surinam și Guyana Franceză, la începutul lui septembrie în Brazilia și Paraguay, la sfârșitul lui septembrie în Argentina. Migrația de primăvară prin Mexic și America Centrală are loc în principal în martie-mai și în Indiile de Vest și Bermude în aprilie-mai; unele rămân și în America de Sud în timpul verii nordice.

### Alte subspecii
Subspeciile din estul Asiei (tytleri, saturata, mandschurica, gutturalis) execută deplasări similare pe distanțe lungi, migrând spre sudul Asiei, de ex. populațiile cuibăritoare din sud-estul Siberiei, Coreea și Japonia au fost înregistrate în Tailanda, Malaezia, Borneo și Filipine. Cartierele de iernat ale subspeciei gutturalis s-au extins spre sud până în nordul Australiei în timpul secolului 20, iar câteva au fost înregistrată și în estul și sudul Africii. Subspecia egipteană savignii este sedentară (nu migrează). Subspecia din Orientul Mijlociu transitiva probabil migrează pe distanțe scurte, ea a fost înregistrată în afara sezonului de reproducere în locuri mai îndepărtate din vest (în Egipt) și există observații neconfirmate (dar îndoielnice) că ar ajunge și mai departe spre sud.

## Statutul și conservarea
Rândunica este unul dintre cei mai răspândiți oaspeți de vară din Europa. Specia nu este amenințată cu dispariția la nivel global (LC după criteriile IUCN). În general este foarte comună și larg răspândită, dar există declinuri numerice semnificative în unele regiuni.

### Populația
În ceea ce privește mărimea populației și arealul, specia a beneficiat probabil foarte mult de condițiile favorabile crescute de cuibărit oferite de activitățile umane; ea este totuși vulnerabilă în perioadele de vreme rece, ploioasă în locurile de cuibărit și la secetă în cartierele de iernat (în special în Africa), iar fluctuațiile mărimii populației sunt des întâlnite.
În America de Nord, populația a scăzut în nord-estul SUA la sfârșitul anilor 1800, posibil datorită introducerii vrăbiilor de casă (Passer domesticus), care sunt concurenți importanți pentru locurile de cuibărit, preluând cuiburile și distrugând ouăle și puii din cuib ai rândunicii, însă arealul ei s-a extins în a doua jumătate a secolului 20, datorită disponibilității crescute a locurilor pentru construirea cuiburilor de pe podurile noi, din galeriile de drenaj și din clădirile nou construite în zone inadecvate anterior pentru cuibărit (de ex., în California, Arkansas, Tennessee, Louisiana, Mississippi, Alabama). Între anii 1966 și 1994, populația din America de Nord a crescut în SUA, dar a scăzut în Canada; s-a răspândit în Florida până în 1987, după prima cuibărire în 1946, populația a crescut în Carolina de Nord și Carolina de Sud, în Georgia și sudul Mexicului (în Colima). În 1980 a fost confirmat primul cuibărit în America de Sud, în Mar Chiquita,  pe coasta Argentinei, apoi arealul de reproducere s-a extins în provincia Buenos Aires și nordul provinciei La Pampa, extinzându-se pe 244.000 km² până în 2013.
Populația europeană este estimată la 29.000.000-48.700.000 de perechi, ceea ce echivalează cu 58.000.000-97.400.000 de indivizi maturi. Europa formează aproximativ 20% din arealul global, astfel încât o estimare foarte preliminară a dimensiunii populației globale este de 290.000.000-487.000.000 de indivizi maturi, însă este necesară validarea ulterioară a acestei estimări.
Țările care găzduiesc cele mai mari populații din Europa sunt Spania (12-16 milioane de perechi), Rusia (2,2-7,25 milioane), Polonia (1,6-2,2 milioane), Franța (0,9-1,7 milioane), Belarus (1 -1,5 milioane), Ucraina (0,87-1,3 milioane), Irlanda (2 -3,9 milioane), Turcia (1 -2 milioane). Efectivele din România sunt apreciate a fi între 500.000 și 1.000.000 de perechi cuibăritoare. Populația din Republica Moldova este estimată la 15.000-20.000 de perechi cuibăritoare.
Populația europeană a suferit un declin moderat între anii 1970 și 1990. Populațiile acestei specii nu au revenit în prezent la nivelul atins înainte de declinul inițial. Există unele declinuri numerice evidente locale în Marea Britanie; un amplu declin de 20-50% a avut loc în 1970-1990 în vestul și centrul Europei, iar arealul s-a micșorat recent în unele țări, inclusiv în Spania și Austria; o populație din Danemarca a înregistrat un declin mic de 7,6% pe an în perioada 1984-1999. În 2015 a fost confirmată pentru prima dată o cuibărire în Arabia Saudită.
Populația europeană estimată de perechi cuibăritoare.
| Țara (sau teritoriul) | Populația estimată (perechi cuibăritoare) | Anul estimării |
| --------------------- | ----------------------------------------- | -------------- |
| Albania               | 15.000-30.000                             | 2002-2012      |
| Andorra               | 15-20                                     | 1999-2001      |
| Armenia               | 200.000-450.000                           | 2002-2012      |
| Austria               | 60.000-90.000                             | 2001-2012      |
| Azerbaidjan           | 250.000-500.000                           | 1996-2000      |
| Bielorusia            | 1.000.000-1.500.000                       | 2000-2012      |
| Belgia                | 80.000-140.000                            | 2008-2012      |
| Bosnia și Herțegovina | 100.000-140.000                           | 2010-2014      |
| Bulgaria              | 300.000-800.000                           | 2005-2012      |
| Croația               | 500.000-1.000.000                         | 2014           |
| Cipru                 | 75.000-175.000                            | 2008-2013      |
| Cehia                 | 272.000-544.000                           | 2012           |
| Danemarca             | 230.000                                   | 2011           |
| Insulele Feroe        | 2-5                                       | 2014           |
| Estonia               | 100.000-200.000                           | 2008-2012      |
| Finlanda              | 100.000-160.000                           | 2006-2012      |
| Franța                | 900.000-1.700.000                         | 2008-2012      |
| Georgia               | Prezentă                                  | -              |
| Germania              | 455.000-870.000                           | 2005-2009      |
| Grecia                | 350.000-500.000                           | 2007-2013      |
| Ungaria               | 89.000-102.000                            | 1999-2012      |
| Irlanda               | 2.038.095-3.954.947                       | 2006-2011      |
| Italia                | 500.000-1.000.000                         | 2007           |
| Kosovo                | 70.000-90.000                             | 2009-2014      |
| Letonia               | 177.390-334.513                           | 2012           |
| Liechtenstein         | 70-100                                    | 2009-2014      |
| Lituania              | 150.000-250.000                           | 2008-2012      |
| Luxemburg             | 6.000-8.000                               | 2008-2012      |
| Macedonia             | 20.000-50.000                             | 2001-2012      |
| Malta                 | 2-6                                       | 2009           |
| Moldova               | 15.000-20.000                             | 2000-2010      |
| Muntenegru            | 30.000-40.000                             | 2002-2012      |
| Olanda                | 232.000-276.000                           | 2011           |
| Norvegia              | 30.000-50.000                             | 2000-2013      |
| Polonia               | 1.600.000-2.200.000                       | 2008-2012      |
| Portugalia            | 100.000-500.000                           | 2008-2012      |
| România               | 500.000-1.000.000                         | 2010-2013      |
| Rusia                 | 2.200.000-7.250.000                       | 2000-2008      |
| Serbia                | 150.000-230.000                           | 2008-2012      |
| Slovacia              | 200.000-400.000                           | 2002           |
| Slovenia              | 180.000-290.000                           | 2002-2012      |
| Spania                | 12.825.000-16.635.000                     | 2004-2006      |
| Insulele Canare       | 2-3                                       | 2000-2002      |
| Suedia                | 111.000-256.000                           | 2008-2012      |
| Elveția               | 60.000-90.000                             | 2008-2012      |
| Turcia                | 1.000.000-2.500.000                       | 2013           |
| Ucraina               | 870.000-1.300.000                         | 2000           |
| Marea Britanie        | 860.000                                   | 2009           |
| Uniunea Europeană     | 22.500.000-33.500.000                     |                |
| Europa                | 29.000.000-48.700.000                     |                |

### Amenințări potențiale
Activitățile umane au un mic impact direct asupra populațiilor de rândunică, dar ea este uneori vânată pentru hrană sau ca sport, iar cuiburile uneori sunt considerate ca ceva dezagreabil și sunt îndepărtate. Principala amenințare este intensificarea agriculturii cu pierderea zonelor adecvate pentru hrană (bazinelor acvatice și gardurilor vii), reducerea abundenței insectelor cauzată de utilizarea pesticidelor, precum și pierderea locurilor pentru cuibărit a dus la scăderea populației, succesului reproductiv și productivității anuale de puii ai rândunicii.
Dispariția creșterii tradiționale extensive a animalelor domestice și intensificarea agriculturii sunt în prezent principalele amenințări cunoscute care afectează rândunica. Schimbările agricole care au modificat radical și simplificat zonele rurale în ultimii patruzeci de ani au condus la declinul inexorabil al speciei în  mai multe țări. Printre aceste modificări se pot menționa reconversia pășunilor în culturi cerealiere intensive, însoțite de comasarea unor proprietăți mici care a dus la tăierea gardurilor vii și a pădurilor mici, astuparea bălților.
Cantitatea și diversitatea prăzii (insectelor) este strâns dependentă de tipul de utilizare a terenului (ca pășuni, fânețe, culturi agricole): reducerea suprafeței de pășunat a dus la reducerea abundenței insectelor esențiale în hrana rândunicii și a putut contribui la declinul populațiilor ei ca și a altor păsări insectivore. Utilizarea pesticidelor reprezintă o amenințare bine cunoscută și documentată timp de aproximativ 30 de ani.
Modernizarea sau dispariția clădirilor pentru creșterea animalelor, în special, reducerea fermelor pentru creșterea vacilor cu lapte, este responsabilă de reducerea drastică a locurilor pentru cuibărit. Distrugerea directă a cuiburilor reprezintă, de asemenea, o amenințare.
Frecvența crescută din ultimii ani a  condițiilor meteorologice severe în perioadă de cuibărit și în timpul migrației (frig, ploaie, vânt sau caniculă, dar și ninsoare), probabil legate de schimbările climatice recente ar putea fi un factor agravant.

### Măsuri de conservare necesare
Pentru a stopa declinul populațiilor de rândunici, este necesar să fie puse în practică măsuri pentru încurajarea policulturii și creșterea extensivă a animalelor.
O reducere semnificativă a utilizării pesticidelor chimice este necesară pentru a asigura o prezență suficientă a insectelor. Utilizarea produselor și a mijloacelor de control biologic, în special prin dezvoltarea agriculturii ecologice, constituie alternative.
Menținerea și accesul la clădirile tradiționale pentru creșterea animalelor, conservarea sau restabilire peisajelor rurale tradiționale cu prezența terenurilor necultivate, a gardurilor vii, boschetelor, iazurilor, livezilor cu pomi înalți și a pășunilor naturale sunt condiții esențiale suplimentare pentru ocrotirea populațiilor de rândunici. Promovarea arhitecturii clădirilor care sunt compatibile cu specia și asigurarea locurilor de cuibărit în zonele în care de curând s-a construit, în cazul în care nu sunt alte alternative de cuibărit. Adaptarea clădirilor publice la cerințele biotice ale speciilor în cauză, cu scopul de a nu le perturba în perioada de reproducere.
Interzicerea distrugerii cuiburilor ocupate sau a locurilor de cuibărit, pentru aceasta este necesar să se sensibilizeze opinia publică astfel încât cuiburile să nu fie distruse.
Rândunica poate fi încurajată să cuibărească prin construirea de terase din lemn sau a unor cuiburi artificiale în formă de cupă din ciment și rumeguș sau papier mâche.
Printre studiile și cercetările necesare conservării speciei se numără: inventarierea zonelor de reproducere și cuibărit, a zonelor de hrănire și aglomerare; studierea posibilelor efecte ale noilor tehnologii (antene pentru telefoanele mobile) prezente în parametrii de reproducere a acestor specii; inventarierea zonelor de reproducere actuale și potențiale; identificarea zonelor de migrație, hrănire și aglomerare importante pentru conservarea speciei; promovarea studiilor referitoare la diverse aspecte ale biologiei speciei, inclusiv ale parametrilor demografici.

## Relația cu omul

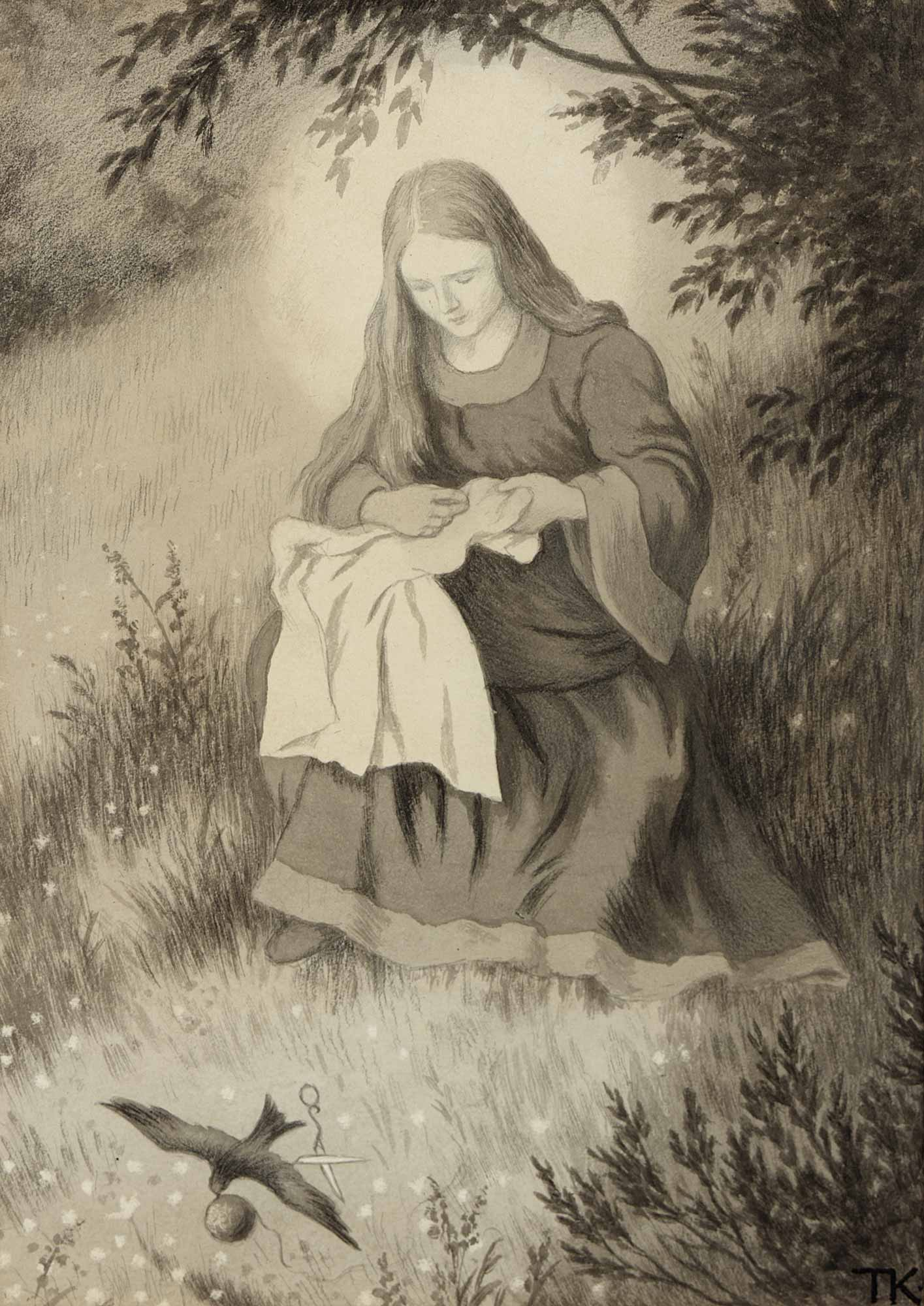
Fecioara Maria și o rândunică, o pictură de Theodor Kittelsen.

Hirundinidele au o legătură veche cu oamenii, unele specii cuibăresc în locuri artificiale de sute sau, în unele cazuri, chiar de mii de ani. Există descoperiri subfosile daneze vechi de 5000 de ani din minele neolitice de silex, iar poetul roman Virgil a scris despre o rândunică, probabil despre rândunica de casă, că cuibărea pe căpriorii unei case. Cuibărind aproape de oameni de mult timp, rândunica de casă figurează, nu întâmplător, în multe legende și obiceiuri, aproape întotdeauna ca o pasăre castă.
Rândunică este vestitorul principal al primăverii, fiind menționată în proverbul "cu o rândunică nu se face primăvară", iar sosirea ei este asociată cu mai multe obiceiuri. În folclorul boem, de exemplu, femeile necăsătorite care văd o pereche de rândunele se vor mărita în acel an, însă bărbații celibatari trebuie să vadă doar o singură rândunică pentru a-și găsi o mireasă.
Deoarece rândunele sosesc în Europa cam în timpul Paștelui după calendarul creștin, rândunica a fost asociată cu Răstignirea lui Hristos. Diferite legende povestesc despre modul în care rândunele încercau să abată din drum pe cei care veniseră să-l prindă pe Isus Hristos în Grădina din Ghetsimani, despre cum ele au încercat să-i scoată coroana de spini sau unghiile din cruce, despre cum ele au șters sângele de pe rănile lui și după cum l-au consolat. În alte legende, coțofenele înțepau picioarele lui Hristos cu spini, în timp ce rândunele îi scoteau, aceste legende au contribuit  la găzduirea rândunicii în casele oamenilor în afara primejdiei.
Rolul rândunicii în ajutorarea oamenilor datează însă cu mult mai înainte decât aceste legende și în mai multe culturi și religii. Se spune că o rândunica i-au împreunat din nou pe Adam și Eva după izgonirea lor din rai, iar Noe a eliberat o rândunica după potop pentru a anunța o nouă eră. Rândunelele sunt menționate în Coran că atacau creștinii care asediau Mecca.
Atât în mitologia europeană cât și în cea asiatică, rândunelele au furat focul de la zei și l-au adus oamenilor de pe pământ, pierzându-și penele mijlocii ale cozii în acest timp. Diferite legende susțin că zeul cerului Tengri a lovit coada rândunicii cu o săgeată sau că diavolul a ars-o cu bucată de lemn aprinsă, marcând gâtul și fruntea ei cu roșu sau că vrăbiile care păzeau focul zeilor au ciupit cu ciocul coada rândunicii. În alte locuri, se spune că șarpele din rai a mușcat coada rândunicii sau că zeul tunetului Thor a rupt în două coada ei cu un fulger. În mitologia rusă rândunelele sunt spiritele copiilor morți, iar în unele părți ale Africii ele sunt mesagerii trimiși de strămoșii decedați pentru a aduce mângâiere celor vii.

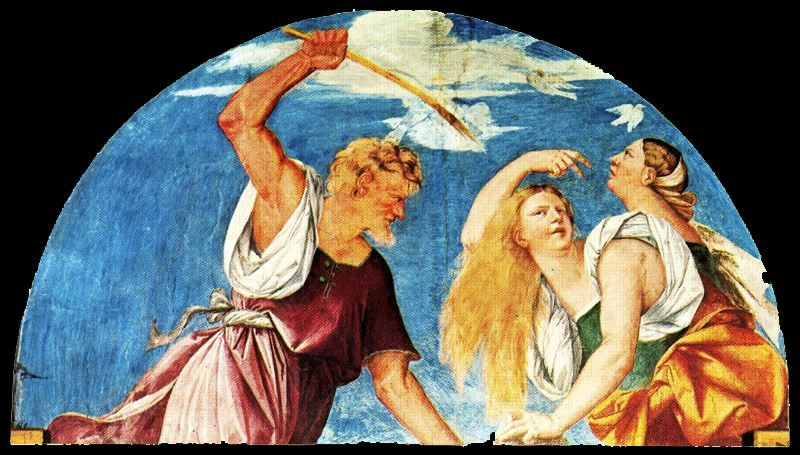
Philomela, Procne și Tereus. O frescă de Sebastiano Del Piombo în Villa Farnesina.

Zeițele s-au transformat în rândunele în mai multe rânduri. Zeița Atena s-a transformat într-o rândunică pentru a se ascunde când adoratorii ei au fost uciși, iar zeița Isis a fluturat din aripi ca o rândunea peste locul de veci al soțului ei Osiris. O altă poveste relevantă se referă la regele trac Tereus, care s-a îndrăgostit de Filomela (Philomela), sora soției sale Procne, pe care a violat-o și apoi i-a tăiat limba ca să nu poată da în vileag fărădelegea, dar ea totuși a reușit să  o informeze pe sora ei și ambele au fugit împreună. Ele au implorat zeii să-le salveze de Tereus, Filomela a fost transformată de zei într-o rândunică, iar Procne într-o privighetoare (Luscinia). Fără limbă, Filomela, adică rândunea, poate acum doar să ciripească. Într-o versiune alternativă a legendei, Procne a devenit rândunică, iar numele ei este acum baza numelui științific al genului lăstunilor americani, Progne. În Egiptul antic, rândunea era o divinitate minoră și era adesea mumificată.

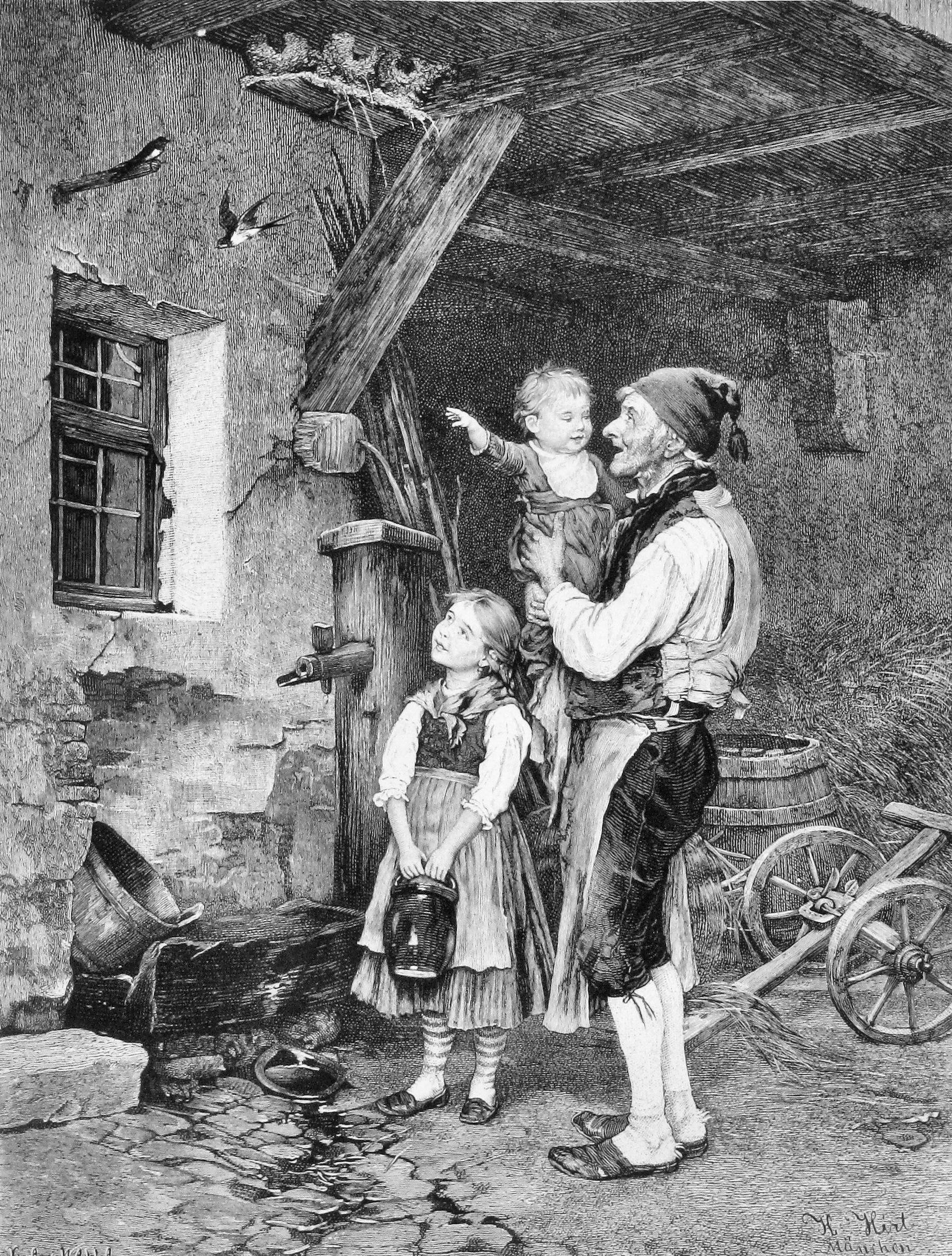
O familie bucuroasă de prezența rândunelelor în casa lor

Rândunelele figurează într-o serie de remedii populare din Europa și Asia. Această specie, cu cântecul ei ciripitor, a fost folosită ca leac în tulburările de vorbire, precum și pentru alte boli cum ar fi epilepsia, durerile de cap și în afecțiunile ochilor și rinichilor. Inima unei rândunici, mâncată sau atârnată într-o pungă în jurul gâtului, se credea că îmbunătățește memoria unei persoane. O legendă europeană se referă la o "piatră de rândunică", despre care Pliniu cel Bătrân spune că se găsește în stomacul celui mai mare pui din cuib dintr-o pontă a rândunici, care poate vindeca miopia, epilepsia și bâlbâială. Există mai multe versiuni ale povestirii, una fiind cea în care femela rândunicii aduce o piatră în cuib pentru a vindeca puii săi orbiți de cineva. În unele versiuni, există trei pietre de diferite culori și cu proprietăți diferite, una îl face pe proprietarul pietrei mai frumos sau mai atractiv pentru iubitul său (sau iubita sa), alta îl apără de pericol și a treia îi îmbunătățește memoria.
În secolul al XIX-lea, penele rândunicii erau vândute ca articole de modă pentru pălării de damă. Îngrijorarea asupra acestui fapt a dus indirect la înființarea Societății Americane Audubon, care a fost o primă etapă a mișcării de conservare. În unele locuri, în special în Africa și Asia, rândunicile și lăstunii au fost, prinse în trecut (uneori sunt prinse și în prezent) pentru mâncare, iar pui din cuib al lăstunului de mal (Riparia riparia) au fost chiar folosiți ca momeală de către pescari.

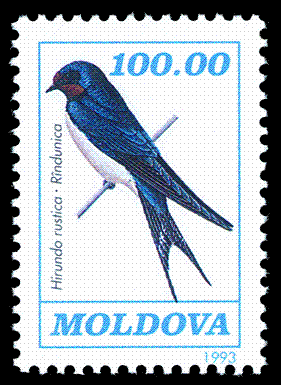
Rândunica pe o marcă poștală din Republica Moldova

Oamenii sunt de obicei bucuroși când rândunicile și lăstunii cuibăresc în sau pe casele lor sau în alte clădiri. În trecut, aceste păsări și cuiburile lor au fost apărate și de superstiții. În majoritatea cazurilor, rândunicile sunt lăsate să cuibărească unde vor, iar ușile sau ferestrele sunt adesea lăsate deschise pentru a le permite să intre. Rândunicile nu sunt de obicei considerate a fi specii dăunătoare, dar uneori ele sunt privite ca ceva dezagreabil. Unor oameni nu le place găinațul care se acumulează în locurile de cuibărit din construcții, de ex. din verande și garaje, și distrug cuiburile, deși problema poate fi deseori rezolvată prin simpla așezare a unui carton sau a unei foițe sub cuib.
Este dificil de evaluat efectele benefice pe care le pot avea rândunicile asupra mediului uman. Ele cu siguranță prind un număr mare de insecte, mai ales când hrănesc pui din cuib, și adesea consumă multe insecte dăunătoare abundente în unele sezoane, și prin urmare rândunicile sunt utile pentru vecinii lor umani în timpul unor invazii a acestor specii dăunătoare. Rândunicile din SUA, de exemplu, consumă gărgărița bumbacului (Anthonomus grandis), gărgărița orezului (Sitophilus oryzae), viermele merelor (Cydia pomonella) și buha semănăturilor (Agrotis). Importanța lor adevărată în combaterea speciilor dăunătoare nu este însă cunoscută. Folosul pe care îl fac poate fi contracarat, cel puțin parțial, prin consumul de insecte folositoare.
Rândunica este reprezintă pe numeroase timbre poștale în întreaga lume. În urma campaniilor desfășurate de ornitologi, rândunica a devenit pasărea națională a Estoniei la 23 iunie 1960. Ea a fost apoi aleasă să împodobească o bancnotă estoniană.

### Superstiții și credințe
Apariția rândunelelor este de obicei considerată ca fiind un semn bun. O credință larg răspândită este că o pereche de rândunele care cuibăresc într-o casă aduce noroc, iar oamenii din China chiar au construit suporturi orizontale în casele lor pentru a încuraja rândunelele să cuibărească. Însă uciderea unei rândunici sau distrugerea cuibului ei, aduce nenorociri: vacile produc lapte sângeros sau deloc, trăsnetul lovește casa, sau moartea se așteaptă în acea casă. În Franța și Ungaria, se crede că dacă o rândunică zboară pe sub vacă, aceasta va da lapte cu sânge. În Ozarks (SUA), dacă ai un cuib de rândunică în hambar, casa  nu-ți va fi lovită de trăsnet. În Tirol, Germania, se crede că dacă distrugi un cuib de rândunică, casa îți va arde. Cu toate acestea, apariția rândunelelor este uneori considerată ca un semn de rău, care prevestește moartea sau chiar un dezastru, cum ar fi, de exemplu, acele care cuibăreau pe corabia lui Cleopatra înainte de bătălia de la Actium. Atitudinea binevoitoare a omului și superstițiile față de rândunică constituie un factor esențial în protecția acestei specii.
Există multe superstiții și credințe asemănătoare și în România pe care l-a cules folcloristul și etnograful român Artur Gorovei în 1915:
- Dacă călătoresc rândunelele toamna, se ține de semn că se apropie iarna, iară dacă sosesc ele la noi, se crede că iarna a trecut și primăvara se apropie.
- Despre rândunică se crede că nu trebuie să o ucidem, nici să-i stricăm cuibul, căci moartea se așteaptă în acea casă.
- Cuibul de rândunică nu se strică, că pe urmă îți mor părinții și ele îți pun foc pe casă.
- Să nu strici cuibul rândunicăi, că te blestemă și mori.
- La casă, când rândunica face cuib, e a bine.
- Rândunica e lucru curat la casa omului; deci nu trebuie să te atingi de nimic al ei, că-i păcat.
- Când ți se strâng rândunele multe pe lângă casă, toate-s cu priință.
- Când pe neașteptate intră vreo rândunică în casă, arată o bună prevestire.
- Când pui mâna pe rândunele, au să te usture ochii ori îți seacă mâna.
- Când aude cineva primăvara o rândunică ciripind, apoi crede că va fi vorbit de rău peste an.
- Când vezi rândunele zburând pentru întăiaș dată în primăvară, ești sănătos peste an; iar de vezi întâiu stând și ciripind, tot anul te vorbesc oamenii de rău.
- Primăvara când vezi rândunele întâiu, se dă cu țărnă peste cap, ca să nu faci bureți (alunele) pe obraz, peste vară.
- Când vezi rândunele întâia oară, primăvara, să iei două bucățele de lemn, să sufli asupra lor și să le zvârli jos. Cine va face aceasta, mai ales dintre femei, poate să descâlcească (descurce) ori ce tort, cât de rău a fi el încâlcit.
- Când vei vedea întâia oară numai o rândunică, atunci toată vara ai să fii singur.
- Când vezi rândunică întâiu primăvara, să cauți sub piciorul drept, și de-i găsi păr de oaie, ai să ai noroc la oi; iar de-i găsi altfel de păr, de acela soiu de vite ai să ai noroc.
- Când vezi rândunică, să stai și să cauți sub piciorul drept și de-i găsi cărbune, ai să ai noroc.
- Când vezi întâiu rândunele, și vei căuta sub piciorul drept, ai să găsești parale.
- Când vezi rândunelele întâiu primăvara, să te învârți în piciorul drept, de jur împrejur, de trei ori, și să întrebi, pe rândunică: «Rândunică, rândunică, ce face rândunica cea șchioapă?» După ce ți-a răspuns, să rădici călcâiul și să cauți sub el; de vei găsi un păr negru sau castaniu, ai să mori în tinereță, ori de vei găsi un păr alb, ai să mori bătrân de tot, iar de va fi părul jumătate alb și jumătate negru, vei muri în cărunteță.
- Dacă vezi rândunică și ai stat, când vei porni, să pornești întâiu cu piciorul drept, că-ți merge bine anul acela.
- Când rândunica trece pe sub vacă, în loc de lapte dă sânge.